# تیم ملی والیبال مردان ایران

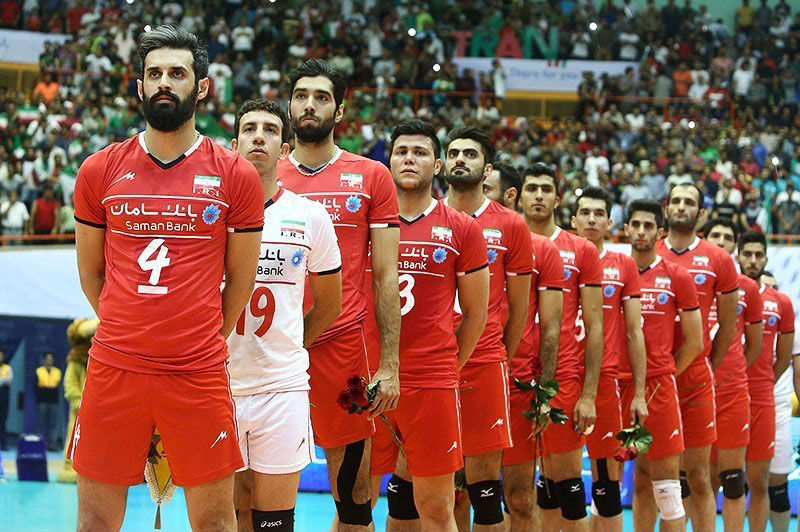
تیم ملی والیبال مردان ایران - ۱۹ ژوئن ۲۰۱۵

تیم ملی والیبال مردان ایران، تیم بین‌المللی والیبال مردان است که به نمایندگی از ایران به میدان می‌رود و زیر نظر فدراسیون والیبال ایران فعالیت می‌کند. والیبال ایران یکی از بهترین تیم های حال حاضر جهان است. همچنین ایران سابقه ششم شدن در دنیا را در کارنامه دارد.
این تیم تاکنون چهار قهرمانی در بالاترین رده جام آسیایی به‌دست آورده است. قهرمانی جام ملت‌های آسیا، سه طلای بازی‌های آسیایی، چهارمی لیگ جهانی و یک ششمی در قهرمانی جهان، از دستاوردهای آن هستند. تیم ملی ایران در سال ۲۰۱۶ در مسابقات انتخابی المپیک توانست پس از ۵۲ سال به عنوان تیم دوم به المپیک ۲۰۱۶ ریو راه یافته و به جایگاه پنجمی المپیک دست پیدا کرد. ایران در سال ۲۰۱۷ برای نخستین‌بار در یک رقابت فرامرزی، در سطح بزرگسالان جهان توانست در جایگاه سوم قرار گیرد و مدال برنز در جام بزرگ قهرمانان جهان ۲۰۱۷ را گرفت.

## پیشینه
در ابتدای بنیان‌گذاری، فدراسیون‌های ورزشی والیبال و بسکتبال دارای فدراسیون مشترک شدند و تا سال ۱۳۳۶ به همین نحو ادامه داشت. اشغال ایران توسط نیروهای متفقین در جنگ جهانی دوم، ارتباط ورزشی کشور ایران به ویژه تیم‌های والیبال را با سربازان این نیروها به همراه داشت و راهی برای آشنا شدن با والیبال خارج از کشور بود. در آن زمان یک مسابقه دوستانه بین یک تیم از کشورمان با ارتش انگلستان در انزلی انجام شد که این بازی به نفع تیم ایرانی پایان یافت.
ترجمه کتاب قوانین والیبال در سال ۱۳۳۳ توسط سید ضیاالدین شادمان، رئیس فدراسیون والیبال و بسکتبال و تهیه و تنظیم آن توسط کاظم رهبری، رئیس تربیت بدنی آموزشگاه‌های ایران که از داوران ممتاز والیبال در ایران بود. از اقدامات رو به جلویی بود که شکل منظمی را در برگزاری مسابقات والیبال آن زمان فراهم نمود. در پایان سال ۱۳۳۶، والیبال دارای فدراسیون مستقل شد و امیرعباس امین به عنوان اولین رئیس فدراسیون والیبال کار خود را آغاز کرد. در همین دوران بحث عضویت ایران در فدراسیون بین‌المللی والیبال جهان مطرح شد و سرانجام یک سال بعد ۱۹۵۹ میلادی این مهم به انجام رسید.
در سال ۱۳۳۷ برای اولین بار تیم ملی پاکستان به تهران دعوت شد و چند مسابقه دوستانه با تیم‌های ملی و باشگاهی و ارتش ایران انجام داد. تیم ملی والیبال ایران برای اولین بار در این سال تشکیل شد.
چندی بعد تیم ملی مردان ایران به مسابقات بازی‌های آسیایی ۱۹۵۸ توکیو اعزام شد. اعضای این تیم را هشت بازیکن تشکیل می‌دادند و مربی تیم فریدون شریف‌زاده از بزرگان ورزش آن دوران بود و سابقه عضویت در تیم‌های اروپایی را هم داشت. این تیم که برای اولین بار در چنین رویداد مهمی شرکت کرده بود، توانست با افتخار مقام دوم مسابقات را کسب نموده و مدال نقره اولین دوره مسابقات والیبال بازی‌های آسیایی را برای کشورمان به ارمغان آورد. پس از این مسابقات، فعالیت‌های بین‌المللی بیشتری در ورزش والیبال ایران آغاز شد. اعزام مربیان و داوران به کلاسهای بین‌المللی، دعوت از تیم‌های خارجی و اعزام تیم‌های ملی کشورمان به تورنمنت‌ها و مسابقات رسمی بین‌المللی مانند بازی‌های آسیایی، مسابقات قهرمانی آسیا، غرب آسیا، آسیای مرکزی، قهرمانی جهان، جام جهانی، دانشجویان جهان، ارتش‌های جهان، ناشنوایان جهان، معلولان جهان و راه‌آهن‌های جهان و جام‌های جمهوریت ترکیه، ریاست جمهوری قزاقستان، شیخ راشد امارات بخشی از این فعالیت‌ها است. در آن سال‌ها ابراهیم نعمتی به عنوان داور بین‌المللی والیبال مطرح شد که در ادامه به عضویت کمیته داوران فدراسیون جهانی والیبال درآمد و مدرس جهانی داوری شد.
در طول دوران پیش از انقلاب ایران مربیان مطرح زیادی به ایران آمدند و کار با بازیکنان ایران را پیش از بازی‌های ۱۹۵۸ آغاز کردند و برنامه‌ای را برای تنظیم آبشار روی تور به بازیکنان دادند. مربی بعدی میلوسلاو ایم بود، تیم ملی والیبال در دهه ۷۰ میلادی نسل تازه‌ای از بازیکنان را به خود دید و او هدایت تیم ملی را با چهره‌هایی مانند حسن کرد و مسعود صالحیه به عهده گرفت و ایران در بازی‌های آسیایی ۱۹۷۰ بانکوک با این مربی به عنوان پنجم رسید. تادایی کورادا بعد از میلوسلاو به ایران آمد و در بازی‌های تهران به اتفاق فاروق فخرالدینی روی نیمکت ایران نشست، اما ایران در عین میزبانی، در بین هشت تیم شرکت‌کننده چهارم شد، فکر بازی‌های تدارکاتی بیشتر را نیز کورادا در ایران جا انداخت و بعد از او پارک سونگ کره‌ای به ایران آمد و در جام پهلوی شرکت کرد.

### پس از انقلاب ۱۳۵۷
در سال‌های نخستین انقلاب ۱۳۵۷، والیبال ایران نیز همانند ورزش‌های دیگر برچیده شد و برای مدتی طولانی فعالیت رسمی نکرد. برنامه‌های والیبال شکل پایداری نداشت و از سوی جامعه بیشتر کوشش شد تا ورزش همگانی برنامه‌ریزی شود؛ بنابراین به جای رقابت‌های باشگاهی، برنامه‌ریزی برپایه برگزاری همه ساله مسابقات قهرمانی ایران انجام شد که این رقابت‌ها همچنان نیز برگزار می‌شوند. پس از پایان جنگ ایران و عراق، کم‌کم والیبال ایران نیز رو به شروع دوباره رفت و تلاش‌های بسیاری شد تا ورزش ایران به ویژه والیبال، دوباره آغاز به کار کند.
در آذر ۱۳۹۱ تیم ملی والیبال مردان ایران برای نخستین‌بار به لیگ جهانی راه پیدا کرد. در این رقابت‌ها، ایران با تیم‌های قدرتمند جهانی هم‌گروه شد و مسابقه داد. این تیم، به‌عنوان نسل طلایی والیبال ایران شناخته می‌شد و توانست دستاوردهای فرامرزی دیگری نیز داشته باشد.
در سال ۱۳۹۲، نخستین پیروزی تاریخ والیبال ایران بر آمریکا مورد توجه رسانه‌های فارسی‌زبان قرار گرفت. به این گونه، ایران در این دوره از جام قهرمانان قاره‌ها توانست تیم سوم رده‌بندی جهانی (ایتالیا) و چهارمین تیم رده‌بندی جهانی (آمریکا) را با نتیجه پایانی ۳ بر ۲ شکست داده و در برابر تیم‌های نخست و دوم رده‌بندی جهانی (روسیه و برزیل) شکست بخورد.
خولیو ولاسکو، سرمربی آرژانتینی که به «ژوزه مورینیو والیبال جهان» آوازه داشت، به والیبال ایران اعتبار دوباره‌ای بخشید. بی‌بی‌سی فارسی در این باره نوشت: ولاسکو را شاید بتوان تنها مربی خارجی سرشناس ورزش ایران دانست که در هنگام رفتن از ایران نیز هم محبوبیتی آشکارا داشت. او در واپسین کنفرانس خبری‌اش به عنوان مربی ایران گفت: «هنگامی که سه سال پیش به ایران آمدم، هرگز فکر نمی‌کردم که این چنین بتوانم احساس نزدیکی با مردم ایران داشته باشم. اگرچه می‌دانستم که تجربه مفیدی برای من خواهد بود، اما هرگز فکر نمی‌کردم که این رابطه تا این اندازه احساسی شود.».
ولاسکو با سرشناسی خود در جهان، باعث گردید ایران نیز به‌عنوان یک تیم استاندارد جهانی شناخته شود و اعتباری بالا بگیرد. وی با بازیکن‌سالاری نیز مبارزه می‌کرد. پس از ولاسکو هیچ‌یک از مربیان خارجی و ایرانی که هدایت تیم ملی ایران را انجام دادند، هرگز نتوانستند مانند وی در برابر بازیکن‌سالاری ایستاده و جلوی آن را بگیرند.
پس از برکناری کواچ، رائول لوزانو سکان‌دار تیم ملی والیبال مردان ایران گردید. لوزانو برای ورزش ایران دستاوردی بزرگ داشت؛ او والیبال ایران را پس از ۵۲ سال، دوباره راهی المپیک کرد که پس از انقلاب ۱۳۵۷، تا این زمان انجام نشده بود و آخرین رویداد مشابه در دوره پهلوی رخ داده بود. این بزرگ‌ترین دستاورد او برای بلندقامتان ایران بوده است. لوزانو همچنین با گرفتن جایگاه پنجمی در المپیک ریو و با پایان قرارداد رسمی، از تیم ملی والیبال مردان ایران جدا گردید.
در سال ۲۰۲۳، رسانه‌ها نشانه‌های سقوط تدریجی تیم والیبال ایران را گزارش دادند. تیم ملی والیبال ایران در واپسین دیدار خود از فصل ۲۰۲۳ لیگ ملت‌ها در برابر کوبا نیز با شکست روبرو شد تا با تنها ۲ پیروزی به کار خود در این مسابقات پایان دهد و رکورد بدترین نتیجه در تاریخ لیگ ملت‌ها را از آن خود کند.
شکست‌های پیاپی ایران در نخستین سال‌های دهه ۲۰۲۰، به‌گونه‌ای افزایش یافته بود که ایران را زنگ تفریح تیم‌های اروپایی دانستند. ۱۴ باخت پیاپی در لیگ ملت‌ها باعث نقدهایی در داخل شده بود. همچنین تیم ملی والیبال ایران در لیگ ملت‌های ۲۰۲۲ نیز با هدایت بهروز عطایی از ۱۲ بازی ۲ برد و ۱۰ شکست داشته است.

## تاریخچه مسابقات

### بازی‌های المپیک
تیم ملی والیبال ایران حدود سی سال پیش برای اولین بار در رقابت‌های انتخابی المپیک شرکت کرد که از صعود به المپیک بازماند. برای دومین مرتبه در سال ۲۰۰۴ به سرمربیگری پارک کی ون برای راهیابی به المپیک آتن تلاش کرد و سومین بار نیز در سال ۲۰۰۸ با زوران گائیچ از حضور در المپیک پکن بازماند و برای چهارمین بار نیز در سال ۲۰۱۲ هم با مربی آرژانتینی خود خولیو ولاسکو باز هم از المپیک بازماند و به المپیک لندن نرسید. ایران این بار برای پنجمین بار با شعار همه برای یکی، همه برای ایران در سال ۲۰۱۶ با هدایت رائول لوزانو به مسابقات انتخابی جهانی المپیک اعزام شد و این تیم توانست بعد از ۵۲ سال برای اولین بار به المپیک صعود کند.

#### المپیک ۲۰۱۶
تیم ملی ایران بعد از ۵۲ سال برای اولین بار در المپیک حضور پیدا کرد. ایران در گروه ب این رقابت‌ها قرار داشت. آرژانتین با هدایت خولیو ولاسکو اولین حریف ایران در ریو بود. ایران در دیدار اول خود در جیناسیو دو ماراکانازینیو مقابل آرژانتین ۳ بر ۰ شکست خورد. لهستان دومین حریف ایران در ریو ۲۰۱۶ بود. تیم ملی والیبال ایران در دیدار دوم خود در یک بازی نزدیک و مهیج ۳ بر ۲ در مقابل لهستان شکست خورد و یک امتیاز از این دیدار به دست آورد. سه ست این دیدار با نتیجه ۲۵ بر ۲۳ به پایان رسیده بود. ایران در دیدار بعدی خود در مقابل کوبا با نتیجه ۳ بر ۰ پیروز شد تا اولین پیروزی سه امتیازی خود را رقم بزند. ایران در سومین و یکی از حساس‌ترین دیدارهای خود در مقابل مصر با نتیجه ۳ بر ۰ به برتری دست یافت و به عنوان تیم چهارم گروه به مرحله حذفی صعود کرد. بازتاب صعود ایران و عملکرد بازیکنان تیم مورد تمجید رسانه‌های فرانسوی از جمله لوموند و رسانه‌های برزیلی از جمله شبکه رده گلوبو قرار گرفت. روسیه آخرین تیم پیش روی ایران در آخرین دیدار مقدماتی بود. شاگردان رائول لوزانو در آخرین دیدار مقدماتی در مقابل شاگردان ولادیمیر الکنو ۳ بر ۰ شکست خوردند. تیم ملی ایران به عنوان تیم چهارم صعودکننده باید به مصاف سرگروه و تیم اول گلدان ب که ایتالیا بود می‌رفت. این بار جیناسیو دو ماراکانازینیو میزبان یکی از مهم‌ترین دیدارهای مسابقات حذفی بود. ایران در این دیدار در ست نخست با یک بازی منسجم توانست تا امتیاز ۲۹ در مقابل ایتالیا مقاومت کند اما ایتالیا با کسب امتیاز ۳۱ ست نخست را برای خود کرد. در ست دوم ایران با دفاع‌های خوب بازیکنان خود بازی را تا میانه ست از حریف پیش بود اما بازیکنان ایتالیا این بار با سرویس بهتر و اشتباهات دریافت‌کننده‌های ایران توانستند ۲۵ بر ۱۹ ست دوم را هم از ایران ببرند. ست سوم هم با نتیجه ۲۵ بر ۱۷ به سود ایتالیا به اتمام رسید. ایران با این شکست از رسیدن به جمع چهار تیم برتر المپیک ۲۰۱۶ ریو بازماند.

##### انتخابی
تیم ملی ایران در مسابقات انتخابی المپیک ۲۰۱۶ ریو در توکیو به همراه لهستان، چین، ژاپن، فرانسه، ونزوئلا، استرالیا و کانادا حضور داشت. ایران در اولین دیدار خود در مقابل استرالیا با نتیجه ۳ بر صفر به پیروزی رسید. ایران در دومین دیدار کانادا را پیش روی خود داشت و در این دیدار دو ست از حریف خود عقب افتاد ولی در نهایت بازگشت خوبی داشت و در دومین دیدار خود با نتیجه ۳ بر ۲ به پیروزی دست یافت. فرانسه سومین حریف ایران در توکیو بود، فرانسه در این دیدار ۳ بر صفر ایران را شکست داد تا اولین شکست شاگردان لوزانو رقم بخورد. ایران در ورزشگاه متروپولیتن توکیو در دیدار چهارم مقابل ژاپن میزبان قرار گرفت و توانست در این دیدار حساس ۳ بر ۱ به پیروزی برسد. چین پنجمین حریف ایران در انتخابی المپیک بود. ایران در این دیدار با چند تغییر مقابل چین قرار گرفت و توانست از این بازی سخت با نتیجه ۳ بر ۲ پیروز از میدان خارج شود. گام بعدی ایران برای صعود به المپیک لهستان بود. لهستان در تمامی دیدارهای قبلی خود به پیروزی رسیده بود و به عنوان اولین تیم صعودکننده به المپیک تأیید صلاحیت شد. ایران برای صعود باید در مقابل لهستان به پیروزی با اختلاف دو دست دست میافت. ایران در این دیدار با پیروزی قاطع خود با نتیجه ۳ بر ۱ بعد از ۵۲ به المپیک رسید. موج شادی ایرانی‌ها و بازتاب صعود بعد از این دیدار در شبکه‌های اجتماعی و رسانه‌های خبری پدیدار شد. ایران بعد از نیم قرن المپیکی شد. ونزوئلا آخرین حریف ایران در این رقابت‌ها بود که ایران با چند تغییر دیگر در مقابل این تیم نیز به پیروزی ۳ بر ۲ دست یافت و توانست با پانزده امتیاز به عنوان تیم دوم به المپیک تابستانی ۲۰۱۶ صعود کند.

#### المپیک ۲۰۲۰
ایران در المپیک ۲۰۲۱ توکیو در گروه A با ژاپن، لهستان، ایتالیا، کانادا و ونزوئلا همگروه شد. که در اولین دیدار خود در مقابل لهستان با وجود اینکه میخال کوبیاک حرف‌های زیادی دربارهٔ برد تیم ایران زده بود موفق به شکست این تیم با نتیجه ۳ بر ۲ شد. و سپس در دومین دیدار نیز مقابل ونزوئلا با نتیجه ۳ بر صفر به پیروزی رسید اما در بازی بعدی خود با کانادا سه بر صفر شکست خورد و اولین شکست خود را تجربه کرد. سپس در بازی چهارم در یک بازی حساس سه بر یک نتیجه را به ایتالیا واگذار کرد و در بازی آخر مقابل ژاپن که برد در این بازی باعث صعود ایران به جمع هشت تیم می‌شد ایران در یک بازی حساس و مهیج در حالی که می‌توانست پیروز میدان باشد ۳ بر ۲ نتیجه را به ژاپن واگذار کرد و با ۶ امتیاز و قرار گرفتن در جایگاه پنجم گروه خود، نتوانست در جمع هشت تیم قرار بگیرد.

### قهرمانی جهان

#### قهرمانی جهان ۲۰۱۰
ایران در سال ۲۰۱۰ برای چهارمین بار به قهرمانی والیبال جهان صعود کرد و با تیم‌های ملی ایتالیا، ژاپن و مصر هم گروه شد. این تیم در دیدار نخست خود مقابل ژاپن به پیروزی رسید و در مقابل ایتالیا با ارائه یک نمایش خوب شکست خورد و در مقابل مصر نیز تن به شکست داد. ایران در حالی که وضعیت مشابهی با مصر و ژاپن از نظر امتیازی داشت به دلیل ست شماری نتوانست از گروه خود صعود کند. اما با این وجود به همراه پنج تیم دیگر به‌طور مشترک در مقام نوزدهم قرار گرفت.

#### قهرمانی جهان ۲۰۱۴
ایران در انتخابی قهرمانی جهان با شکست دادن اندونزی، پاکستان و بحرین برای پنجمین بار در سال ۲۰۱۴ جواز حضور در مسابقات قهرمانی جهان را کسب کرد. تیم ملی والیبال ایران در گروه چهارم گلدان د تیم‌های ملی ایتالیا، آمریکا، فرانسه، پرتوریکو و بلژیک هم‌گروه شد. ایران در اولین دیدار خود در مقابل ایتالیا با نتیجه ۳ بر ۱ به پیروزی دست یافت و در دیدار دوم خود مقابل آمریکا نیز در یک بازی حساس در سالن کراکوف آرنا به برتری ۳ بر ۲ دست یافت تا با اقتدار بازی‌های مرحله گروهی خود را ادامه دهد. فرانسه سومین حریف ایران بود که توانست ایران را ۳ بر ۱ شکست دهد. ایران در دو دیدار آخر خود مقابل بلژیک و پورتوریکو به ترتیب با نتایج ۳ بر ۱ و ۳ بر ۰ به پیروزی برسد و برای اولین بار به مرحله بعد قهرمانی جهان صعود کند. صعود تاریخی ایران مورد توجه رسانه‌های ورزشی دنیا قرار گرفت. ایران در دور دوم در گروه تیم‌های ایتالیا، فرانسه، لهستان، صربستان، آرژانتین و استرالیا قرار گرفت. ایران در دیدار اول خود استرالیا حریف آسیایی خود را با نتیجه ۳–۱ از پیش رو برداشت. در گام دوم ایران توانست در یک دیدار حساس مقابل آرژانتین با اقتدار ۳–۰ پیروز شود و در دیدار بعدی خود مقابل لهستان در یک مسابقه نفس گیر در سالن اطلس آرنا با نتیجه ۳–۲ شکست خورد تا با یک امتیاز گرفته شده به مصاف صربستان برود. ایران این دیدار را را با نتیجه ۳ بر ۱ پیروز شد و برای اولین بار به جمع شش تیم برتر قهرمانی جهان صعود کرد. ایران در مرحله نیمه نهایی مقابل آلمان و فرانسه به ترتیب با نتایج ۳–۰ و ۳–۲ شکست خورد و از صعود به جمع چهار تیم بازماند و راهی دیدار رده‌بندی شد. ایران در نهایت با شکست ۳–۰ مقابل روسیه به مقام ششمی رسید. ایران که به بهترین مقام خود در قهرمانی جهان رسید باعث شگفتی رسانه‌های خارجی شد. این نتیجه یکی از بهترین نتیجه‌های تاریخ ورزش ایران شد و روزنامه لاگاتزتا دلو اسپورت ایران را تیم افسانه‌ای جام هجدهم نام برد.

#### قهرمانی جهان ۲۰۱۸
ایران در ابتدا با سرمربیگری ایگور کلاکویچ در مسابقات انتخابی در اردبیل با تیم‌های کره جنوبی، چین، قزاقستان و قطر همگروه شد و تمام حریفان خود را سه بر صفر شکست داد تا به عنوان تیم اول آسیا به مسابقات قهرمانی جهان راه پیدا کند.
سپس در گروه چهارم با تیم‌های لهستان، بلغارستان، کوبا، فنلاند و پورتوریکو همگروه شد.
ایران در نخستین دیدار خود مقتدرانه پورتوریکو را با حساب ۳ بر ۰ شکست داد و در دومین دیدار برابر بلغارستان میزبان خود ۳ بر ۱ به پیروزی رسید.
ایران در سومین دیدار نیز کوبا را ۳ بر ۱ از پیش رو برداشت و تقریباً صعود خود را قطعی کرده بود ایران در گام چهارم برابر لهستان قهرمان جهان دوره قبل با شکست سنگین ۳ بر ۰ مواجه شد و در آخرین دیدار در یک بازی نفس گیر فنلاند را با حساب ۳ بر ۲ از پیش رو برداشت تا به عنوان تیم دوم به دور بعدی راه پیدا کند. ایران در دور دوم با تیم‌های آمریکا، کانادا و بلغارستان همگروه شد.
ایران در اولین دیدار خود با یک نتیجه دور از انتظار و با نمایش بسیار ضعیف برابر میزبان خود بلغارستان ۳ بر ۰ شکست را پذیرفت تا با یک باخت سنگین به مصاف کانادا برود ایران دو دیدار بعدی خود برابر کانادا و آمریکا به ترتیب با نتایج ۳ بر ۲ و ۳ بر ۰ شکست خورد و با یک نتیجه بسیار ضعیف
به عنوان سیزدهمی مسابقات دست پیدا کرد.
قهرمانی جهان ۲۰۲۲
مربیگری تیم ایران در این دوره از مسابقات بر عهده بهروز عطایی بود. ایران در گروه شش یا F مسابقات به همراه تیم‌های آرژانتین، مصر و هلند حضور داشت. حضور داشت. پیش از شروع مسابقات تیم آرژانتین، عنوان‌دار سومی المپیک ۲۰۲۰، به عنوان رقیب اصلی ایران در این گروه مقدماتی شناخته می‌شد. اما ایران که چند روز قبل از شروع مسابقات قهرمانی جهان در جام واگنر در کشور لهستان توانسته بود با نتیجه ۳ بر ۲، آرژانتین را شکست بدهد، در اولین بازی خود در مسابقات جام جهانی نیز توانست همین نتیجه را تکرار کند و آرژانتین را شکست دهد. در بازی دوم ایران با لغزشی کوچک و از دست دادن یک ست در مقابل مصر، در نهایت این مسابقه را با نتیجه ۳ بر ۱ پیروز شد. اما حریف سوم ایران در مرحله گروهی تیم والیبال هلند بود، که حدود سه ماه پیش در مسابقات لیگ ملت‌های والیبال در مقابل آن با نتیجه ۳ بر ۰ شکسته خورده بود. در این مسابقات هم ایران تنها توانست در دست دوم هلند را شکست دهد و در نهایت با نتیجه ۳ بر ۱ شکست خورد. با نتایج کسب شده در این گروه ایران به عنوان تیم دوم به مرحله یک‌هشتم نهایی صعود کرد و در این مرحله مقابل برزیل قرار گرفت، و در مقابل برزیل با نتیجه ۳ بر ۰ شکست خورد و ایران از راهیابی به مرحله یک چهارم نهایی مسابقات والیبال قهرمانی جهان ۲۰۲۲ بازماند.

### جام جهانی

#### جام جهانی ۲۰۱۱
تیم ملی والیبال ایران در این دوره از مسابقات جام جهانی والیبال در ۵ مسابقه نخست خود موفق به کسب ۴ پیروزی شده و عنوان شگفتی‌ساز این دوره از رقابت‌ها را از آن خود کرده بود، در پایان با ثبت ۵ پیروزی مقابل تیم‌های ملی ژاپن، صربستان، لهستان، آرژانتین و مصر و همچنین ۶ شکست مقابل تیم‌های ملی کوبا، آمریکا، چین، برزیل، ایتالیا و روسیه و کسب ۱۲ امتیاز در رتبهٔ نهم بالاتر از حریفان آسیایی خود و همچنین تیم مصر جای گرفت.

#### جام جهانی ۲۰۱۵
ایران در نخستین بازی خود در جام جهانی مقابل آرژانتین و شاگردان خولیو ولاسکو قرارگرفت و نخستین بازی حساس ایران و نخستین مسابقه جام جهانی ۲۰۱۵ با شکست بازیکنان اسلوبودان کواچ پایان پذیرفت. ایران در دیدار آخر خود با پیروزی سه بر صفر برابر مصر در این دروه از جام جهانی به کار خود پایان داد. ملی پوشان ایران در سیزدهمین دوره جام جهانی والیبال چهار پیروزی برابر تونس، ونزوئلا، ژاپن و مصر به دست آوردند و در هفت مسابقه نیز مغلوب آرژانتین، ایتالیا، آمریکا، روسیه، کانادا، استرالیا و لهستان شدند.
شاگردان کواچ در مجموع یازده دیدار خود در ۱۶ ست برابر حریفان به پیروزی رسیدند و نتیجه ۲۴ ست را واگذار کردند. ایران در انتها با ۱۲ امتیاز از چهار پیروزی و هفت شکست در مکان هشتم قرار گرفت.

### جام بزرگ قهرمانان جهان

#### جام بزرگ قهرمانان جهان ۲۰۱۷
ایران که برای سومین بار در این رقابت‌ها حضور یافت در اولین دیدار خود در سالن نیپون گایشی مقابل ایتالیا قرار گرفت و توانست ۳ بر ۲ حریف خود را شکست دهد.
ایران در دومین گام در مقابل آمریکا تیم آماده این رقابت‌ها قرار گرفت و با نتیجه ۳ بر ۲پیروز شد. در مصاف بعدی برزیل حریف ایران در گام سوم بود و این بار هم برزیل قهرمان المپیک ایران رو با حساب ۳ بر صفر شکست داد. در گام چهارم ایران به مصاف ژاپن رفت و با حساب ۳ بر یک میزبان خود را شکست داد. ایران در گام آخر به مصاف فرانسه قهرمان لیگ جهانی رفت این دیدار که به عنوان یکی از مهیج‌ترین مسابقات سال ۲۰۱۷ توسط فدراسیون جهانی والیبال انتخاب شد، با پیروزی ۳ بر ۲ ایران در مقابل فرانسه همراه بود و تیم ملی ایران برای اولین بار با کسب چهار برد و ۹ امتیاز مدال برنز و سکوی سومی این رقابت‌ها را به دست آورد.

### لیگ جهانی

#### لیگ جهانی ۲۰۱۳
نقطه اوج تیم ملی والیبال ایران در این مسابقات آغاز شد. ایران در انتخابی لیگ جهانی ابتدا به مصاف مصر در کشور مصر رفت و در دوبازی با نتایج ۳–۰ و ۳–۱ پیروز شد سپس در تهران پذیرای ژاپن شد و با نتایج قاطع ۳–۰ و ۳–۰ پیروز شد و برای اولین بار در تاریخ به لیگ جهانی رفت.
تیم ملی والیبال ایران در شهریور ماه سال ۱۳۹۱ با کام‌یابی در دور انتخابی لیگ جهانی برای نخستین بار به این رقابت‌ها راه یافت. تیم ایران که در دور پیشین مسابقات قهرمانی والیبال آسیا ۲۰۱۱ قهرمان شده بود، به عنوان نماینده این قاره در مرحله گزینشی لیگ جهانی والیبال برابر تیم مصر قهرمان آفریقا صف‌آرایی کرد و در دو بازی پیاپی این تیم را در قاهره شکست داد. ایران در دور بعد با دو پیروزی برابر تیم ملی والیبال ژاپن در تهران، جواز حضور در بیست و چهارمین دوره لیگ جهانی والیبال ۲۰۱۳ را به دست آورد. مربی‌گری تیم والیبال ایران در این مسابقات را خولیو ولاسکو بر عهده داشت.
ایران در گام اول به روسیه باخت و در دومین گام در دیدار اول مقابل صربستان میزبان قهرمان اروپا شکست را پذیرفت، اما در دومین دیدار مقابل صربستان که یکی از طولانی‌ترین ماراتن‌های لیگ جهانی بود، ایران صربستان قهرمان اروپا را ۳ بر ۲ شکست داد تا نخستین پیروزی خود را در این تورنمنت جشن بگیرند اما حماسه ایران در مودنا ایتالیا آغاز شد. تیم ملی ایران بزرگ‌ترین شگفتی را در لیگ جهانی به وجود آورد و با نتیجهٔ ۳–۱ ایتالیا دومین تیم پرافتخار لیگ جهانی را شکست داد اما در باز دوم با نتیجه ۳_۲ تن به شکست داد. در بازی بعد ایران به تیم ملی والیبال مردان کوبا رفت و بازهم شاهکاری دیگر از ایران به نمایش گذاشته شد و ایران، در هاوانا دو بار تیم ملی والیبال مردان کوبا را شکست داد. در ادامه ایران میزبان تیم ملی والیبال مردان آلمان شد و با حضور هزاران ایرانی در سالن آزادی ۳ بر ۰ آلمان را در هم کوبید و سایت جهانی والیبال هم تماشاگران ایرانی را نقطه اوج ایران در این مسابقه دانست. ایران در ادامه در بازی برگشت مقابل آلمان در آخرین گام شکست خانگی را پذیرفت و در مجموع به عنوان نهمی رسید.

#### لیگ جهانی ۲۰۱۴

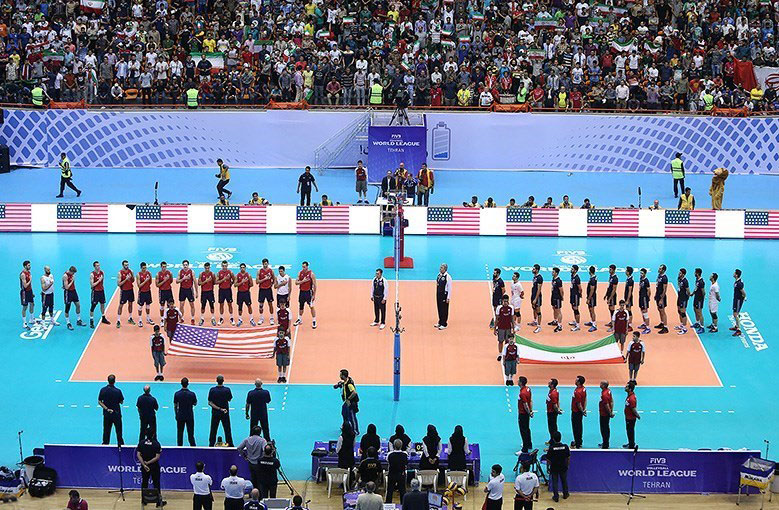
دیدار تیم‌های ملی ایران و آمریکا

تیم ملی والیبال ایران در سال ۲۰۱۴ برای دومین بار در لیگ جهانی شرکت نمود و در گروه A با تیم‌های ملی ایتالیا، برزیل، لهستان هم گروه شد. ایران در دو بازی دور رفت خود مقابل ایتالیا ۳ بر ۰ شکست خود و به مصاف برزیل رفت. در دیدار اول با برزیل با نتیجه ۳ بر ۲ شکست خورد اما یک امتیاز گرفت. ایران در دیدار دوم خود توانست در یک دیدار حساس مقابل برزیل ۳ بر ۰ پیروز میدان شود. ایران در دیدار برگشت در اولین بازی در آزادی مقابل برزیل توانست باز هم برزیل را ۳ بر ۲ شکست دهد و این بار رسانه‌های جهانی این برد را پیروزی تاریخی والیبال ایران بنامند. ایران در دومین دیدار دور برگشت در مبال برزیل با همین نتیجه شکست را پذیرفت. ایتالیا حریف بعدی ایران در دیدار اول دور برگشت شکست ۳–۰ را در آزادی پذیرفت، در دیدار دوم دور برگشت نیز ایران توانست ایتالیا را با نتیجه ۳–۱ شکست دهد، این پیروزی‌ها در مقابل لهستان نیز در تهران تکرار شد و ایران در دیدار اول دور رفت با نتیجه ۳–۱ و در دیدار دوم دور رفت با نتیجه ۳–۰ پیروز شد در مقابل لهستان صعود خود را به مرحله بعد قطعی کرد. ایران در دیدار بعدی مقابل لهستان ۱–۳ شکست خورد، بازی آخر ایران مقابل لهستان در تاریخ ۵ ژوئیه ۲۰۱۴ برگزار شد که ایران بانتیجه ۰–۳ برای بار دوم شکست را پذیرفت. ایران با پیروزی خود در مقابل لهستان در تهران که صعود خود را قطعی کرده بود در مرحله نهایی با برزیل و روسیه همگروه شد. نخستین بازی ایران مقابل روسیه برگزار شد در این بازی ایران بانتیجه ۲–۳ مغلوب روسیه شد. ایران در بازی بعد مقابل برزیل این تیم را ۳–۱ شکست داد تا بار دیگر قدرت خود را به رخ جهانیان بکشد و ایران توانست با نتیجه عالی به عنوان سرگروه و تیم نخست راهی مرحله بعد شود. روسیه قهرمان دوره قبل را ناباورانه حذف کند و برای اولین بار در تاریخ والیبال ایران در لیگ جهانی، به جمع ۴ تیم برتر این رقابت‌ها راه یابد. در مرحلهٔ بعد ایران با آمریکا روبرو شد که نتیجه ۰–۳ به آمریکا واگذار کرد. ایران در بازی رده‌بندی حریف ایتالیا شد و در این بازی نیز با عملکردی ضعیف شکست خورد و مقام ۴ام لیگ جهانی ۲۰۱۴ را کسب کرد.

#### لیگ جهانی ۲۰۱۵
ایران در دو مسابقه اول خود برابر آمریکا سه بر یک مغلوب مدافع عنوان قهرمانی این رقابت‌ها شد. در ادامه ایران به مصاف لهستان رفت که کسب نخستین امتیاز ره آورد این دو مسابقه برای تیم ایران بود. در هفته پنجم لیگ جهانی بود که تیم ایران در دو مسابقه متوالی موفق به شکست قهرمان المپیک ۲۰۱۲ لندن شد و با هفت امتیاز دور رفت لیگ جهانی را به پایان رساند. ایران برای اولین بار موفق به شکست روسیه در تاریخ مسابقات والیبال خود شد که این مهم در تهران نیز یک بار دیگر تکرار شد. دور برگشت مرحله مقدماتی لیگ جهانی برای ایران با شش دیدار خانگی پیگیری شد. در هفته ششم لیگ جهانی والیبال نگاه تمامی کارشناسان به تهران دوخته شد، جایی که ملی پوشان ایران موفق به کسب دو پیروزی متوالی ۳ بر صفر برابر آمریکا قهرمان سال گذشته این رقابت‌ها شدند. ایران در انتها نتوانست به مرحله بعد صعود کند.
تیم ملی والیبال ایران با پیروزی در ۵۰ درصد مسابقات دور مقدماتی خود در لیگ جهانی والیبال عملکرد قابل قبولی از خود به نمایش گذاشت که منجر به تداوم حضور والیبال ایران در سطح یک لیگ جهانی شد. تیم ملی ایران در لیگ جهانی ۲۰۱۵ عملکردی مانند سال ۲۰۱۴ داشت. بازیکنان ایران از ۱۲ بازی خود ۶ پیروزی و ۶ شکست کسب کردند، آن‌ها با ۱۸ امتیاز در رده سوم گروه B قرار گرفتند و بالاتر از روسیه به کار خود پایان دادند.

#### لیگ جهانی ۲۰۱۶

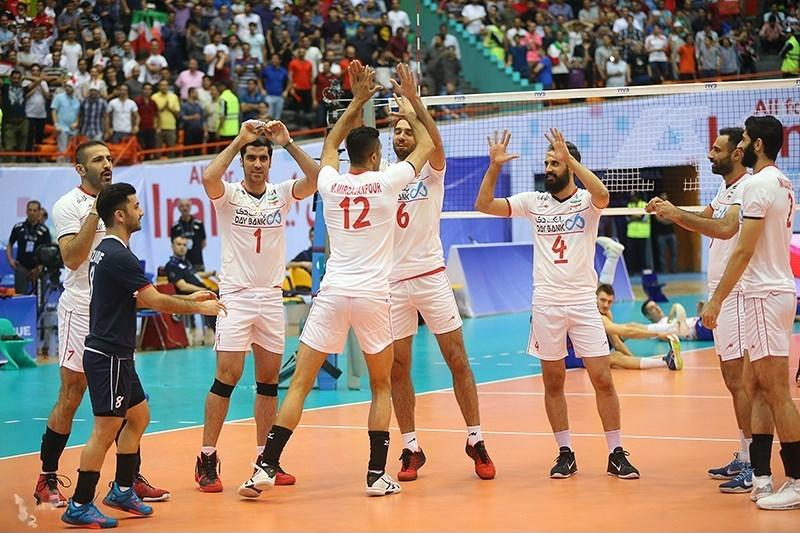
بازیکنان تیم ملی ایران در زمان معرفی بازیکنان پیش از شروع بازی با صربستان (بازی اول هفته سوم لیگ جهانی ۲۰۱۶ در تهران)

تیم ملی والیبال ایران در سال ۲۰۱۶ چهارمین حضور خود در لیگ جهانی والیبال را در حالی تجربه کرد که این رقابت‌ها در سال برگزاری المپیک در فشرده‌ترین زمان ممکن برگزار شد. لیگ جهانی ۲۰۱۶ برای اولین بار با حضور ۳۶ تیم برگزار شد. ایران که پس از یک ماراتن سنگین و برگزاری ۷ دیدار سخت در توکیو ژاپن جواز حضور در المپیک ریو را کسب کرد، پس از استراحتی چند روزه با یک سفر طولانی عازم ریو برای شرکت در لیگ جهانی شد. ایران در نخستین دیدار خود در هفته اول به مصاف برزیل میزبان خود رفت که در نهایت با شکست سنگین ۳ بر ۰ رو به رو شد پس از آن در دیدار دوم از هفته اول به مصاف آمریکا قدرت دوم جهان رفت که با نتیجه ۳ بر ۱ باز هم شکست را پذیرفت در آخرین دیدار در هفته اول ایران به مصاف آرژانتین رفت که خولیو ولاسکو سرمربی سابق ایران هدایت آن تیم را بر عهده داشت که این دیدار با نتیجه ۳ بر ۲ در یک دیدار بسیار نفس گیر ایران پیروز شد، ایران در هفته دوم در بلگراد صربستان به مصاف بلغارستان رفت که این دیدار با پیروزی ۳ بر ۱ به نفع ایران خاتمه یافت ایران در بازی دوم در هفته دوم به مصاف برزیل رفت و ۳ بر یک تن به شکست داد و در نهایت در بازی آخر در هفته دوم به مصاف میزبان خود صربستان رفت که ۳ بر یک تن به شکست داد، در هفته آخر ایران در سالن دوازده هزار نفری آزادی به مصاف صربستان رفت که هرچند ۲ ست از حریف خود عقب بود با کامبک بسیار قوی و قدرتمند تیم بدون شکست صربستان را ۳ بر ۲ از پیش رو برداشت و به مصاف ایتالیا رفت که این دیدار با پیروزی ۳ بر ۰ شاگردان بلنجینی تمام شد و در آخرین دیدار ایران به مصاف آرژانتین رفت و این بازی را ۳بر ۲ به نفع خود به پایان رساند. ایران در مجموع با ۴ پیروزی، ۵ شکست و کسب ۹ امتیاز پایین‌تر از روسیه و بالاتر از بلژیک و آرژانتین در رده هشتم قرار گرفت.

#### لیگ جهانی ۲۰۱۷
تیم ملی والیبال ایران در بیست و هشتمین و آخرین دورهٔ مسابقات لیگ جهانی در هفتهٔ اول در شهر پزارو در کشور ایتالیا با نتیجهٔ سه بر هیچ به ایتالیا و سپس به برزیل سه بر یک باخت و در بازی آخر با شگفتی سازی لهستان رو سه بر یک شکست داد. تیم ملی ایران در هفتهٔ دوم این رقابت‌ها در ورزشگاه آزادی به مصاف بلژیک، صربستان و آرژانتین رفت. در بازی نخست ۳–۲ تیم بلژیک را از پیش رو برداشت و در بازی دوم با نتیجهٔ سه بر یک از تیم قدرتمند صربستان شکست خورد. ملی پوشان ایرانی در حالی که از حمایت هواداران خود در ورزشگاه آزادی برخوردار بودند در بازی پایانی خود در تهران، تیم آرژانتین را در یک جدال تماشایی و نزدیک ۳–۲ بردند و برای انجام سه بازی آخر خود در دور مقدماتی به لهستان سفر کردند. ایران در این سه بازی خود در کشور لهستان عملکرد ضعیفی داشت و با نتایج مشابه سه بر صفر برابر آمریکا، تیم میزبان، لهستان و روسیه شکست خورد و از صعود به دور نهایی و شش تیم برتر مسابقات محروم شد. ایران با هدایت ایگور کولاکوویچ در بین ۳۶ تیم حاضر در این رقابت‌ها به عنوان یازدهم رسید و بدین ترتیب پروندهٔ حضور ایران در مسابقات لیگ جهانی با کسب این عنوان دهمی سال ۲۰۱۷ بسته شد.

### لیگ ملت‌ها
ایران در لیگ ملت‌ها تاکنون در چهار دوره شرکت کرده و در ۲۰۱۸ به مقام دهم، در ۲۰۱۹ به مقام پنجم، در ۲۰۲۱ به مقام دوازدهم و در سال ۲۰۲۲ به مقام هفتم رسیده است. بدترین نتیجه ایران هم مربوط می‌شود به لیگ ملت‌های ۲۰۲۳ که با ۱۰ شکست و تنها ۲ پیروزی در جایگاه چهاردهم قرار گرفت

### قهرمانی آسیا

#### قهرمانی آسیا ۲۰۱۱
شانزدهمین دوره مسابقات در روزهای ۲۱ تا ۲۹ سپتامبر ۲۰۱۱ در تهران، ایران برگزار شد. در پایان تیم ملی والیبال ایران به مقام قهرمانی رسید. نماد این مسابقات ببر مازندران بود. این بازی در سالن دوازده هزار نفری آزادی برگزار گردید. ایران در این رقابت‌ها بعد از ۳۲ سال قهرمان آسیا شد.

#### قهرمانی آسیا ۲۰۱۳
هفدهمین دوره این مسابقات که به میزبانی دبی برگزار شد، ایران در این دوره با شکست لبنان به مرحله نیم نهایی صعود کرد و در نهایت با پیروزی ۳ بر ۰ در بازی فینال مقابل تیم ملی کره جنوبی با درخشش بازیکنان خود برای دومین بار با اقتدار و فقط با ۱ ست باخته قهرمان آسیا شد و برای نخستین بار در رده‌بندی جهانی به عنوان بهترین تیم آسیا دست یافت. فینال در ورزشگاه حمدان برگزار شد.

#### قهرمانی آسیا ۲۰۱۵
تیم ایران درحالی که میزبان هجدهمین دوره از مسابقات قهرمانی ملت‌های آسیا در شهر تهران بود با تیم دوم خود در آن شرکت کرد و در مسابقه پایانی با نتیجه سه بر یک به ژاپن باخت و دوم شد. مسابقه فینال در ورزشگاه دوازده هزار نفری آزادی برگزار شد.

#### قهرمانی آسیا ۲۰۱۷
تیم ایران در دوره نوزدهم جام ملت‌های آسیا با ترکیب تیم امید شرکت کرد و به عنوانی بهتر از پنجمی دست نیافت. این مسابقات در اندونزی برگزار شد.

#### قهرمانی آسیا ۲۰۱۹
در این دوره به دلیل این که مسابقات قهرمانی آسیا حکم مرحله اول انتخابی المپیک در قاره آسیا را داشت و هشت تیم برتر آن به مرحله نهایی انتخابی المپیک راه می‌یافتند تیم ایران با ترکیب اصلی در این رقابت‌ها شرکت کرد و در نهایت با برد سه بر صفر مقابل استرالیا در بازی فینال برای سومین بار قهرمان آسیا شد.

#### قهرمانی آسیا ۲۰۲۱
تیم ملی والیبال ایران با سرمربیگری بهروز عطایی وارد این مسابقات شد و در گروه B با پاکستان تایلند و هنگ کنگ مسابقه داد که به عنوان صدر نشین به مرحله بعد رفت. تیم ملی والیبال ایران با صعود به فینال جواز حضور در رقابت‌های قهرمانی جهان را گرفت. تیم ملی والیبال ایران با شکست ۳–۰ ژاپن برای چهارمین بار قهرمان آسیا شد

### بازی‌های آسیایی

#### بازی‌های آسیایی ۲۰۱۴
تیم ملی والیبال مردان ایران در مسابقات والیبال بازی‌های آسیایی ۲۰۱۴ با تیم‌های ملی هند، هنگ کنگ و مالدیو همگروه شد و توانست با پیروزی ۳ بر ۰ در تمام دیدارهای مرحله گروهی با اقتدار به دور حذفی صعود کند. تیم ملی ایران در این مرحله در دیدار اول خود قطر را ۳–۰ مغلوب خود کرد و در دیدار دوم کروه جنوبی میزبان را ۳–۱ شکست داد تا در دور نهایی به مصاف کویت و چین برود. ایران در این مرحله نیز با نتیجه ۳ بر ۰ بر کویت و چین چیره شد تا اولین فینالیست این دوره از مسابقات والیبال بازی‌های آسیایی باشد. تیم ملی والیبال مردان ایران در فینال هفدهمین دوره بازی‌های آسیایی اینچئون ۲۰۱۴ با نتیجه ۳–۱ موفق به شکست ژاپن شد تا برای نخستین بار عنوان قهرمانی و مدال طلا این بازی‌ها را به دست آورد و ویترین افتخارات آسیایی خود را تکمیل کند.

#### بازی‌های آسیایی ۲۰۱۸
در این دوره از بازی‌های آسیایی تیم ایران با تیم‌های پاکستان و مغولستان همگروه بود که هر دو تیم را با نتیجه ۳–۰ شکست داد و به مرحله یک چهارم نهایی صعود کرد. در این مرحله هم تیم چین را با نتیجه ۳–۰برد و راهی نیمه نهایی شد و پس از برد ۳–۰ قطر به فینال رسید. در بازی فینال تیم ایران موفق شد تیم کره جنوبی را در سه ست پیاپی شکست دهد تا بدون واگذار کردن حتی یک ست در کل بازی‌ها برای دومین بار پیاپی قهرمان و صاحب مدال طلا شود.

### جام کنفدراسیون آسیا
ایران در سال‌های ۲۰۰۸، ۲۰۱۰ و ۲۰۱۶ قهرمان جام کنفدراسیون آسیا شده است.

### دیگر مسابقات
- نایب قهرمان بازی‌های غرب آسیا - ۲۰۰۵ قطر
- قهرمان اولین دوره بازی‌های همبستگی کشورهای اسلامی - ۲۰۰۵ عربستان
- قهرمان دومین دوره بازی‌های همبستگی کشورهای اسلامی - ۲۰۱۳ اندونزی
- قهرمان سومین دوره بازی‌های همبستگی کشورهای اسلامی - ۲۰۱۷ آذربایجان (تیم ملی ب)

قهرمان بازیهای همبستگی کشورهای اسلامی ۲۰۲۱ قونیه ترکیه (تیم ب)
- قهرمان جام ریاست جمهوری قزاقستان ۲۰۰۷
- قهرمان جام ریاست جمهوری قزاقستان ۲۰۱۱
- قهرمان تورنمنت بین‌المللی اسلونی ۲۰۱۱
- قهرمان تورنمنت بین‌المللی شانگهای چین ۲۰۱۲
- چهارمی جام واگنر لهستان ۲۰۱۲
- چهارمی جام واگنر لهستان ۲۰۱۵
- سومی جام واگنر لهستان ۲۰۲۲
- چهارمی مسابقات چهارجانبه اسلوونی ۲۰۱۸
- چند دوره مسابقات آسیای میانه

## حضور فرامرزی
رقابت‌های فرامرزی
- رنگ قرمز بیانگر آن است که این کشور میزبان بوده. رنگ طلا، نقره، برنزی به ترتیب بیانگر رتبه یکم، دوم و سوم است. عبارت‌های ضخیم شده بهترین رتبهٔ در مسابقات را بیان می‌کند.

| سال   | رتبه                    | بازی                    | برد                     | باخت                    | ست برده                 | ست باخته                |
| ----- | ----------------------- | ----------------------- | ----------------------- | ----------------------- | ----------------------- | ----------------------- |
| ۱۹۶۴  | حاضر نشد و یا راه نیافت | حاضر نشد و یا راه نیافت | حاضر نشد و یا راه نیافت | حاضر نشد و یا راه نیافت | حاضر نشد و یا راه نیافت | حاضر نشد و یا راه نیافت |
| ۱۹۶۸  | حاضر نشد و یا راه نیافت | حاضر نشد و یا راه نیافت | حاضر نشد و یا راه نیافت | حاضر نشد و یا راه نیافت | حاضر نشد و یا راه نیافت | حاضر نشد و یا راه نیافت |
| ۱۹۷۲  | حاضر نشد و یا راه نیافت | حاضر نشد و یا راه نیافت | حاضر نشد و یا راه نیافت | حاضر نشد و یا راه نیافت | حاضر نشد و یا راه نیافت | حاضر نشد و یا راه نیافت |
| ۱۹۷۶  | حاضر نشد و یا راه نیافت | حاضر نشد و یا راه نیافت | حاضر نشد و یا راه نیافت | حاضر نشد و یا راه نیافت | حاضر نشد و یا راه نیافت | حاضر نشد و یا راه نیافت |
| ۱۹۸۰  | حاضر نشد و یا راه نیافت | حاضر نشد و یا راه نیافت | حاضر نشد و یا راه نیافت | حاضر نشد و یا راه نیافت | حاضر نشد و یا راه نیافت | حاضر نشد و یا راه نیافت |
| ۱۹۸۴  | حاضر نشد و یا راه نیافت | حاضر نشد و یا راه نیافت | حاضر نشد و یا راه نیافت | حاضر نشد و یا راه نیافت | حاضر نشد و یا راه نیافت | حاضر نشد و یا راه نیافت |
| ۱۹۸۸  | حاضر نشد و یا راه نیافت | حاضر نشد و یا راه نیافت | حاضر نشد و یا راه نیافت | حاضر نشد و یا راه نیافت | حاضر نشد و یا راه نیافت | حاضر نشد و یا راه نیافت |
| ۱۹۹۲  | حاضر نشد و یا راه نیافت | حاضر نشد و یا راه نیافت | حاضر نشد و یا راه نیافت | حاضر نشد و یا راه نیافت | حاضر نشد و یا راه نیافت | حاضر نشد و یا راه نیافت |
| ۱۹۹۶  | حاضر نشد و یا راه نیافت | حاضر نشد و یا راه نیافت | حاضر نشد و یا راه نیافت | حاضر نشد و یا راه نیافت | حاضر نشد و یا راه نیافت | حاضر نشد و یا راه نیافت |
| ۲۰۰۰  | حاضر نشد و یا راه نیافت | حاضر نشد و یا راه نیافت | حاضر نشد و یا راه نیافت | حاضر نشد و یا راه نیافت | حاضر نشد و یا راه نیافت | حاضر نشد و یا راه نیافت |
| ۲۰۰۴  | حاضر نشد و یا راه نیافت | حاضر نشد و یا راه نیافت | حاضر نشد و یا راه نیافت | حاضر نشد و یا راه نیافت | حاضر نشد و یا راه نیافت | حاضر نشد و یا راه نیافت |
| ۲۰۰۸  | حاضر نشد و یا راه نیافت | حاضر نشد و یا راه نیافت | حاضر نشد و یا راه نیافت | حاضر نشد و یا راه نیافت | حاضر نشد و یا راه نیافت | حاضر نشد و یا راه نیافت |
| ۲۰۱۲  | حاضر نشد و یا راه نیافت | حاضر نشد و یا راه نیافت | حاضر نشد و یا راه نیافت | حاضر نشد و یا راه نیافت | حاضر نشد و یا راه نیافت | حاضر نشد و یا راه نیافت |
| ۲۰۱۶  | پنجم                    | ۶                       | ۲                       | ۴                       | ۸                       | ۱۲                      |
| ۲۰۲۰  | نهم                     | ۵                       | ۲                       | ۳                       | ۹                       | ۱۱                      |
| ۲۰۲۴  | حاضر نشد                |                         |                         |                         |                         |                         |
| ۲۰۲۸  |                         |                         |                         |                         |                         |                         |
| ۲۰۳۲  |                         |                         |                         |                         |                         |                         |
| مجموع | ۲/۱۴                    | ۰                       | ۰                       | ۰                       | ۰                       | ۰                       |

| قهرمانی جهان | قهرمانی جهان | قهرمانی جهان | قهرمانی جهان | قهرمانی جهان | قهرمانی جهان | قهرمانی جهان |
| سال          | رتبه         | بازی         | برد          | باخت         | ست برده      | ست باخته     |
| ------------ | ------------ | ------------ | ------------ | ------------ | ------------ | ------------ |
| ۱۹۴۹         | حاضر نبود    | حاضر نبود    | حاضر نبود    | حاضر نبود    | حاضر نبود    | حاضر نبود    |
| ۱۹۵۲         | حاضر نبود    | حاضر نبود    | حاضر نبود    | حاضر نبود    | حاضر نبود    | حاضر نبود    |
| ۱۹۵۶         | حاضر نبود    | حاضر نبود    | حاضر نبود    | حاضر نبود    | حاضر نبود    | حاضر نبود    |
| ۱۹۶۰         | حاضر نبود    | حاضر نبود    | حاضر نبود    | حاضر نبود    | حاضر نبود    | حاضر نبود    |
| ۱۹۶۲         | حاضر نبود    | حاضر نبود    | حاضر نبود    | حاضر نبود    | حاضر نبود    | حاضر نبود    |
| ۱۹۶۶         | حاضر نبود    | حاضر نبود    | حاضر نبود    | حاضر نبود    | حاضر نبود    | حاضر نبود    |
| ۱۹۷۰         | بیست و یکم   | ۱۱           | ۳            | ۸            | ۱۴           | ۲۷           |
| ۱۹۷۴         | حاضر نبود    | حاضر نبود    | حاضر نبود    | حاضر نبود    | حاضر نبود    | حاضر نبود    |
| ۱۹۷۸         | حاضر نبود    | حاضر نبود    | حاضر نبود    | حاضر نبود    | حاضر نبود    | حاضر نبود    |
| ۱۹۸۲         | انتخاب نشد   | انتخاب نشد   | انتخاب نشد   | انتخاب نشد   | انتخاب نشد   | انتخاب نشد   |
| ۱۹۸۶         | حاضر نبود    | حاضر نبود    | حاضر نبود    | حاضر نبود    | حاضر نبود    | حاضر نبود    |
| ۱۹۹۰         | انتخاب نشد   | انتخاب نشد   | انتخاب نشد   | انتخاب نشد   | انتخاب نشد   | انتخاب نشد   |
| ۱۹۹۴         | انتخاب نشد   | انتخاب نشد   | انتخاب نشد   | انتخاب نشد   | انتخاب نشد   | انتخاب نشد   |
| ۱۹۹۸         | نوزدهم       | ۳            | ۰            | ۳            | ۰            | ۹            |
| ۲۰۰۲         | حاضر نبود    | حاضر نبود    | حاضر نبود    | حاضر نبود    | حاضر نبود    | حاضر نبود    |
| ۲۰۰۶         | بیست و یکم   | ۵            | ۰            | ۵            | ۲            | ۱۵           |
| ۲۰۱۰         | نوزدهم       | ۳            | ۱            | ۲            | ۵            | ۷            |
| ۲۰۱۴         | ششم          | ۱۲           | ۷            | ۵            | ۲۶           | ۲۱           |
| ۲۰۱۸         | سیزدهم       | ۸            | ۴            | ۴            | ۱۴           | ۱۶           |
| ۲۰۲۲         | سیزدهم       | ۴            | ۲            | ۲            | ۷            | ۹            |
| مجموع        | ۶/۱۸         | ۴۲           | ۱۵           | ۲۷           | ۶۱           | ۹۵           |

| جام جهانی | جام جهانی  | جام جهانی  | جام جهانی  | جام جهانی  | جام جهانی  | جام جهانی  | جام جهانی |
| سال       | رتبه       | بازی       | برد        | باخت       | ست برده    | ست باخته   |           |
| --------- | ---------- | ---------- | ---------- | ---------- | ---------- | ---------- | --------- |
| ۱۹۶۵      | حاضر نبود  | حاضر نبود  | حاضر نبود  | حاضر نبود  | حاضر نبود  | حاضر نبود  |           |
| ۱۹۶۹      | حاضر نبود  | حاضر نبود  | حاضر نبود  | حاضر نبود  | حاضر نبود  | حاضر نبود  |           |
| ۱۹۷۷      | حاضر نبود  | حاضر نبود  | حاضر نبود  | حاضر نبود  | حاضر نبود  | حاضر نبود  |           |
| ۱۹۸۱      | حاضر نبود  | حاضر نبود  | حاضر نبود  | حاضر نبود  | حاضر نبود  | حاضر نبود  |           |
| ۱۹۸۵      | حاضر نبود  | حاضر نبود  | حاضر نبود  | حاضر نبود  | حاضر نبود  | حاضر نبود  |           |
| ۱۹۸۹      | انتخاب نشد | انتخاب نشد | انتخاب نشد | انتخاب نشد | انتخاب نشد | انتخاب نشد |           |
| ۱۹۹۱      | یازدهم     | ۸          | ۱          | ۷          | ۵          | ۲۳         |           |
| ۱۹۹۵      | انتخاب نشد | انتخاب نشد | انتخاب نشد | انتخاب نشد | انتخاب نشد | انتخاب نشد |           |
| ۱۹۹۹      | انتخاب نشد | انتخاب نشد | انتخاب نشد | انتخاب نشد | انتخاب نشد | انتخاب نشد |           |
| ۲۰۰۳      | انتخاب نشد | انتخاب نشد | انتخاب نشد | انتخاب نشد | انتخاب نشد | انتخاب نشد |           |
| ۲۰۰۷      | انتخاب نشد | انتخاب نشد | انتخاب نشد | انتخاب نشد | انتخاب نشد | انتخاب نشد |           |
| ۲۰۱۱      | نهم        | ۱۱         | ۵          | ۶          | ۱۶         | ۲۵         |           |
| ۲۰۱۵      | هشتم       | ۱۱         | ۴          | ۷          | ۱۶         | ۲۴         |           |
| ۲۰۱۹      | هشتم       | ۱۱         | ۴          | ۷          | ۱۹         | ۲۵         |           |
| مجموع     | ۳/۱۳       | ۴۱         | ۱۴         | ۲۷         | ۵۶         | ۹۷         |           |

| جام بزرگ قهرمانان جهان | جام بزرگ قهرمانان جهان | جام بزرگ قهرمانان جهان | جام بزرگ قهرمانان جهان | جام بزرگ قهرمانان جهان | جام بزرگ قهرمانان جهان | جام بزرگ قهرمانان جهان | جام بزرگ قهرمانان جهان |
| سال                    | رتبه                   | بازی                   | برد                    | باخت                   | ست برده                | ست باخته               |                        |
| ---------------------- | ---------------------- | ---------------------- | ---------------------- | ---------------------- | ---------------------- | ---------------------- | ---------------------- |
| ۱۹۹۳                   | انتخاب نشد             | انتخاب نشد             | انتخاب نشد             | انتخاب نشد             | انتخاب نشد             | انتخاب نشد             |                        |
| ۱۹۹۷                   | انتخاب نشد             | انتخاب نشد             | انتخاب نشد             | انتخاب نشد             | انتخاب نشد             | انتخاب نشد             |                        |
| ۲۰۰۱                   | انتخاب نشد             | انتخاب نشد             | انتخاب نشد             | انتخاب نشد             | انتخاب نشد             | انتخاب نشد             |                        |
| ۲۰۰۵                   | انتخاب نشد             | انتخاب نشد             | انتخاب نشد             | انتخاب نشد             | انتخاب نشد             | انتخاب نشد             |                        |
| ۲۰۰۹                   | پنجم                   | ۵                      | ۱                      | ۴                      | ۸                      | ۱۴                     |                        |
| ۲۰۱۳                   | چهارم                  | ۵                      | ۳                      | ۲                      | ۱۰                     | ۱۰                     |                        |
| ۲۰۱۷                   | سوم                    | ۵                      | ۴                      | ۱                      | ۱۲                     | ۱۰                     |                        |
| مجموع                  | ۳/۷                    | ۱۵                     | ۸                      | ۷                      | ۳۰                     | ۳۴                     |                        |

| سال   | رتبه       | بازی       | برد        | باخت       | ست برده    | ست باخته   |
| ----- | ---------- | ---------- | ---------- | ---------- | ---------- | ---------- |
| ۱۹۹۰  | حاضر نشد   | حاضر نشد   | حاضر نشد   | حاضر نشد   | حاضر نشد   | حاضر نشد   |
| ۱۹۹۱  | حاضر نشد   | حاضر نشد   | حاضر نشد   | حاضر نشد   | حاضر نشد   | حاضر نشد   |
| ۱۹۹۲  | حاضر نشد   | حاضر نشد   | حاضر نشد   | حاضر نشد   | حاضر نشد   | حاضر نشد   |
| ۱۹۹۳  | حاضر نشد   | حاضر نشد   | حاضر نشد   | حاضر نشد   | حاضر نشد   | حاضر نشد   |
| ۱۹۹۴  | حاضر نشد   | حاضر نشد   | حاضر نشد   | حاضر نشد   | حاضر نشد   | حاضر نشد   |
| ۱۹۹۵  | حاضر نشد   | حاضر نشد   | حاضر نشد   | حاضر نشد   | حاضر نشد   | حاضر نشد   |
| ۱۹۹۶  | حاضر نشد   | حاضر نشد   | حاضر نشد   | حاضر نشد   | حاضر نشد   | حاضر نشد   |
| ۱۹۹۷  | حاضر نشد   | حاضر نشد   | حاضر نشد   | حاضر نشد   | حاضر نشد   | حاضر نشد   |
| ۱۹۹۸  | حاضر نشد   | حاضر نشد   | حاضر نشد   | حاضر نشد   | حاضر نشد   | حاضر نشد   |
| ۱۹۹۹  | حاضر نشد   | حاضر نشد   | حاضر نشد   | حاضر نشد   | حاضر نشد   | حاضر نشد   |
| ۲۰۰۰  | حاضر نشد   | حاضر نشد   | حاضر نشد   | حاضر نشد   | حاضر نشد   | حاضر نشد   |
| ۲۰۰۱  | حاضر نشد   | حاضر نشد   | حاضر نشد   | حاضر نشد   | حاضر نشد   | حاضر نشد   |
| ۲۰۰۲  | حاضر نشد   | حاضر نشد   | حاضر نشد   | حاضر نشد   | حاضر نشد   | حاضر نشد   |
| ۲۰۰۳  | حاضر نشد   | حاضر نشد   | حاضر نشد   | حاضر نشد   | حاضر نشد   | حاضر نشد   |
| ۲۰۰۴  | حاضر نشد   | حاضر نشد   | حاضر نشد   | حاضر نشد   | حاضر نشد   | حاضر نشد   |
| ۲۰۰۵  | حاضر نشد   | حاضر نشد   | حاضر نشد   | حاضر نشد   | حاضر نشد   | حاضر نشد   |
| ۲۰۰۶  | حاضر نشد   | حاضر نشد   | حاضر نشد   | حاضر نشد   | حاضر نشد   | حاضر نشد   |
| ۲۰۰۷  | حاضر نشد   | حاضر نشد   | حاضر نشد   | حاضر نشد   | حاضر نشد   | حاضر نشد   |
| ۲۰۰۸  | حاضر نشد   | حاضر نشد   | حاضر نشد   | حاضر نشد   | حاضر نشد   | حاضر نشد   |
| ۲۰۰۹  | حاضر نشد   | حاضر نشد   | حاضر نشد   | حاضر نشد   | حاضر نشد   | حاضر نشد   |
| ۲۰۱۰  | حضور نداشت | حضور نداشت | حضور نداشت | حضور نداشت | حضور نداشت | حضور نداشت |
| ۲۰۱۱  | حضور نداشت | حضور نداشت | حضور نداشت | حضور نداشت | حضور نداشت | حضور نداشت |
| ۲۰۱۲  | حضور نداشت | حضور نداشت | حضور نداشت | حضور نداشت | حضور نداشت | حضور نداشت |
| ۲۰۱۳  | نهم        | ۱۰         | ۵          | ۵          | ۲۰         | ۲۱         |
| ۲۰۱۴  | چهارم      | ۱۶         | ۷          | ۹          | ۲۸         | ۳۲         |
| ۲۰۱۵  | هفتم       | ۱۲         | ۶          | ۶          | ۲۵         | ۲۱         |
| ۲۰۱۶  | هشتم       | ۹          | ۴          | ۵          | ۱۵         | ۲۲         |
| ۲۰۱۷  | یازدهم     | ۹          | ۳          | ۶          | ۱۱         | ۲۳         |
| مجموع | ۵/۲۷       | ۵۶         | ۲۵         | ۳۱         | ۹۹         | ۱۱۹        |

| سال   | رتبه    | بازی | برد | باخت | ست برده | ست باخته |
| ----- | ------- | ---- | --- | ---- | ------- | -------- |
| ۲۰۱۸  | دهم     | ۱۵   | ۷   | ۸    | ۲۹      | ۳۰       |
| ۲۰۱۹  | پنجم    | ۱۷   | ۱۲  | ۵    | ۴۱      | ۲۱       |
| ۲۰۲۱  | دوازدهم | ۱۵   | ۵   | ۱۰   | ۲۵      | ۳۲       |
| ۲۰۲۲  | هفتم    | ۱۳   | ۷   | ۶    | ۲۴      | ۲۲       |
| مجموع | ۳/۳     | ۶۰   | ۳۱  | ۲۹   | ۱۱۹     | ۱۰۵      |

| قهرمانی مردان آسیا | قهرمانی مردان آسیا | قهرمانی مردان آسیا | قهرمانی مردان آسیا | قهرمانی مردان آسیا | قهرمانی مردان آسیا | قهرمانی مردان آسیا | قهرمانی مردان آسیا |
| سال                | رتبه               | بازی               | برد                | باخت               | ست برده            | ست باخته           |                    |
| ------------------ | ------------------ | ------------------ | ------------------ | ------------------ | ------------------ | ------------------ | ------------------ |
| ۱۹۷۵               | حاضر نبود          | حاضر نبود          | حاضر نبود          | حاضر نبود          | حاضر نبود          | حاضر نبود          |                    |
| ۱۹۷۹               | ششم                | ۶                  | ۳                  | ۳                  | ۱۲                 | ۱۰                 |                    |
| ۱۹۸۳               | حاضر نبود          | حاضر نبود          | حاضر نبود          | حاضر نبود          | حاضر نبود          | حاضر نبود          |                    |
| ۱۹۸۷               | دهم                | ۵                  | ۲                  | ۳                  | ۷                  | ۱۰                 |                    |
| ۱۹۸۹               | هشتم               | ۸                  | ۳                  | ۵                  | ۱۵                 | ۱۳                 |                    |
| ۱۹۹۱               | هفتم               | ۷                  | ۳                  | ۴                  | ۱۱                 | ۱۲                 |                    |
| ۱۹۹۳               | پنجم               | ۶                  | ۳                  | ۳                  | ۹                  | ۱۰                 |                    |
| ۱۹۹۵               | چهارم              | ۵                  | ۲                  | ۳                  | ۶                  | ۱۱                 |                    |
| ۱۹۹۷               | ششم                | ۵                  | ۲                  | ۳                  | ۸                  | ۱۱                 |                    |
| ۱۹۹۹               | پنجم               | ۶                  | ۴                  | ۲                  | ۱۳                 | ۱۰                 |                    |
| ۲۰۰۱               | پنجم               | ۶                  | ۴                  | ۲                  | ۱۴                 | ۱۰                 |                    |
| ۲۰۰۳               | سوم                | ۷                  | ۵                  | ۲                  | ۱۶                 | ۱۲                 |                    |
| ۲۰۰۵               | ششم                | ۵                  | ۳                  | ۲                  | ۱۲                 | ۱۰                 |                    |
| ۲۰۰۷               | پنجم               | ۹                  | ۵                  | ۴                  | ۱۷                 | ۱۸                 |                    |
| ۲۰۰۹               | نایب قهرمان        | ۸                  | ۷                  | ۱                  | ۲۲                 | ۱۰                 |                    |
| ۲۰۱۱               | قهرمان             | ۸                  | ۸                  | ۰                  | ۲۴                 | ۲                  |                    |
| ۲۰۱۳               | قهرمان             | ۷                  | ۷                  | ۰                  | ۲۱                 | ۱                  |                    |
| ۲۰۱۵               | نایب قهرمان        | ۸                  | ۶                  | ۲                  | ۲۰                 | ۹                  |                    |
| ۲۰۱۷               | پنجم               | ۸                  | ۶                  | ۲                  | ۲۰                 | ۱۰                 |                    |
| ۲۰۱۹               | قهرمان             | ۸                  | ۷                  | ۱                  | ۲۲                 | ۴                  |                    |
| ۲۰۲۱               | قهرمان             | ۷                  | ۷                  | ۰                  | ۲۱                 | ۱                  |                    |
| ۲۰۲۳               | نایب قهرمان        | ۵                  | ۴                  | ۱                  | ۱۲                 | ۴                  |                    |
| مجموع              | ۱۶/۱۸              | ۱۲۹                | ۸۷                 | ۴۲                 | ۲۹۰                | ۱۷۴                |                    |

| بازی‌های آسیایی | بازی‌های آسیایی | بازی‌های آسیایی | بازی‌های آسیایی | بازی‌های آسیایی | بازی‌های آسیایی | بازی‌های آسیایی | بازی‌های آسیایی |
| سال            | رتبه           | بازی           | برد            | باخت           | ست برده        | ست باخته       |                |
| -------------- | -------------- | -------------- | -------------- | -------------- | -------------- | -------------- | -------------- |
| ۱۹۵۸           | نایب قهرمان    | ۴              | ۳              | ۱              | ۹              | ۶              |                |
| ۱۹۶۲           | حاضر نبود      | حاضر نبود      | حاضر نبود      | حاضر نبود      | حاضر نبود      | حاضر نبود      |                |
| ۱۹۶۶           | سوم            | ۸              | ۵              | ۳              | ۱۶             | ۱۴             |                |
| ۱۹۷۰           | پنجم           | ۷              | ۳              | ۴              | ۱۱             | ۱۴             |                |
| ۱۹۷۴           | چهارم          | ۵              | ۲              | ۳              | ۷              | ۹              |                |
| ۱۹۷۸           | حاضر نبود      | حاضر نبود      | حاضر نبود      | حاضر نبود      | حاضر نبود      | حاضر نبود      |                |
| ۱۹۸۲           | حاضر نبود      | حاضر نبود      | حاضر نبود      | حاضر نبود      | حاضر نبود      | حاضر نبود      |                |
| ۱۹۸۶\|         | حاضر نبود      | حاضر نبود      | حاضر نبود      | حاضر نبود      | حاضر نبود      | حاضر نبود      |                |
| ۱۹۹۰           | حاضر نبود      | حاضر نبود      | حاضر نبود      | حاضر نبود      | حاضر نبود      | حاضر نبود      |                |
| ۱۹۹۴           | پنجم           | ۹              | ۵              | ۴              | ۱۶             | ۱۶             |                |
| ۱۹۹۸           | حاضر نبود      | حاضر نبود      | حاضر نبود      | حاضر نبود      | حاضر نبود      | حاضر نبود      |                |
| ۲۰۰۲           | نایب قهرمان    | ۶              | ۴              | ۲              | ۱۲             | ۱۰             |                |
| ۲۰۰۶           | ششم            | ۳              | ۱              | ۲              | ۶              | ۷              |                |
| ۲۰۱۰           | نایب قهرمان    | ۹              | ۸              | ۱              | ۲۵             | ۴              |                |
| ۲۰۱۴           | قهرمان         | ۸              | ۸              | ۰              | ۲۴             | ۲              |                |
| ۲۰۱۸           | قهرمان         | ۸              | ۸              | ۰              | ۲۴             | ۰              |                |
| ۲۰۲۲           | قهرمان         | ۴              | ۴              | ۰              | ۲۴             | ۰              |                |
| ۲۰۲۶           | برگزار نشده    | برگزار نشده    | برگزار نشده    | برگزار نشده    | برگزار نشده    | برگزار نشده    |                |
| ۲۰۳۰           | برگزار نشده    | برگزار نشده    | برگزار نشده    | برگزار نشده    | برگزار نشده    | برگزار نشده    |                |
| ۲۰۳۴           | برگزار نشده    | برگزار نشده    | برگزار نشده    | برگزار نشده    | برگزار نشده    | برگزار نشده    |                |
| مجموع          | ۱۰/۱۵          | ۶۷             | ۴۷             | ۲۰             | ۱۵۰            | ۸۲             |                |

### جام کنفدراسیون آسیا
| سال   | رتبه        | بازی   | برد    | باخت   | ست برده | ست باخته |
| ----- | ----------- | ------ | ------ | ------ | ------- | -------- |
| ۲۰۰۸  | قهرمان      | ۶      | ۵      | ۱      | ۱۶      | ۸        |
| ۲۰۱۰  | قهرمان      | ۶      | ۶      | ۰      | ۱۸      | ۶        |
| ۲۰۱۲  | نایب قهرمان | ۶      | ۵      | ۱      | ۱۶      | ۷        |
| ۲۰۱۴  | چهارم       | ۶      | ۴      | ۲      | ۱۴      | ۹        |
| ۲۰۱۶  | قهرمان      |        |        |        |         |          |
| ۲۰۱۸  | نایب قهرمان |        |        |        |         |          |
| ۲۰۲۰  | لغو شد      | لغو شد | لغو شد | لغو شد | لغو شد  | لغو شد   |
| مجموع | ۶/۶         | ۲۴     | ۲۰     | ۴      | ۶۴      | ۳۰       |

## جام‌های دوستانه
- یادبود هوبرت جرزی واگنر
- یادبود هوبرت جرزی واگنر ۲۰۱۲
- یادبود هوبرت جرزی واگنر ۲۰۱۵
- تورنمنت والیبال چهارجانبه اسلوونی

## ورزشگاه

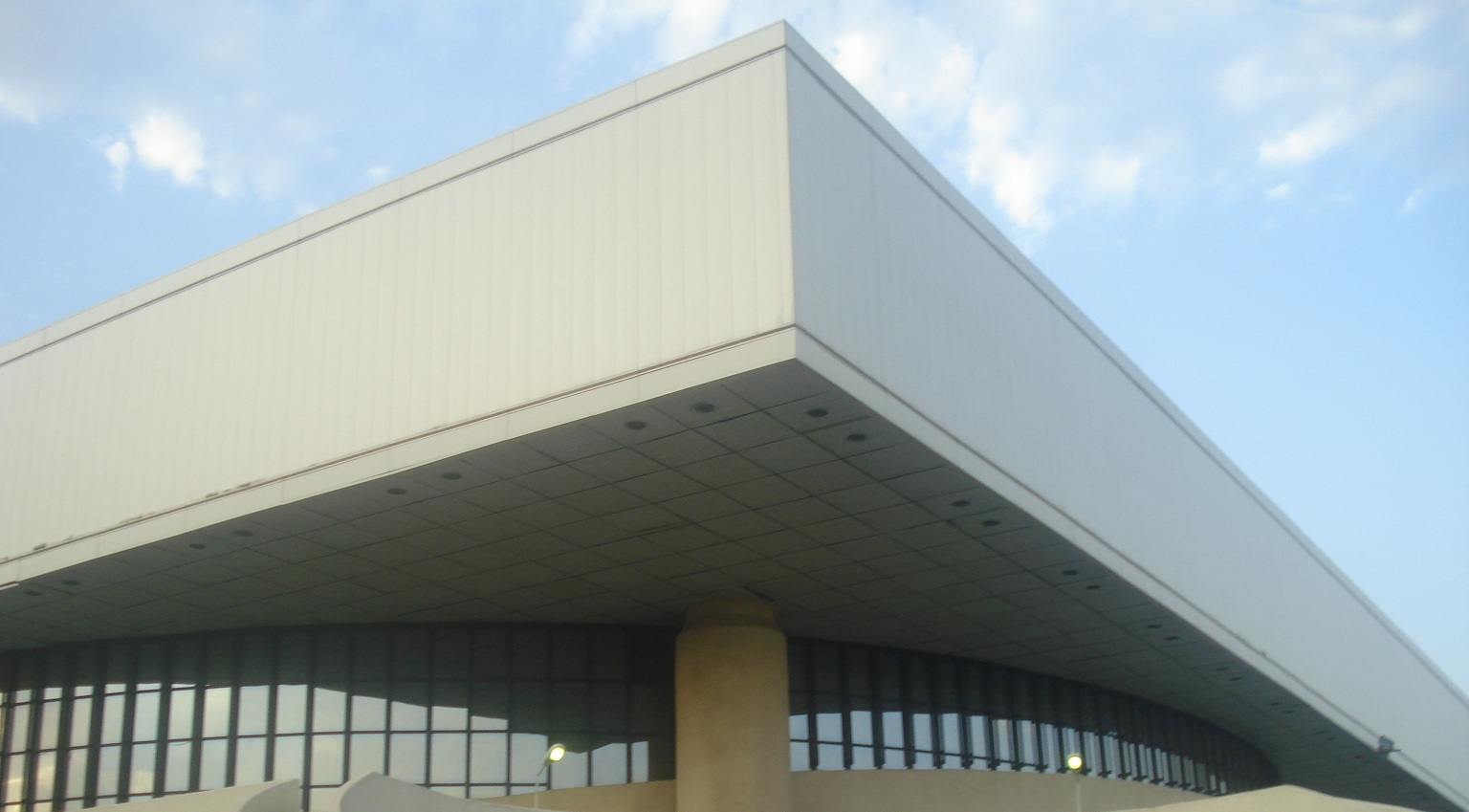
نمای بیرونی از سالن دوازده هزار نفری آزادی

تیم ملی ایران اکثر بازی‌های خانگی خود را در سالن دوازده هزار نفری آزادی تهران برگزار می‌کند.
این سالن ورزشی همزمان با بازی‌های آسیایی ۱۹۷۴ تهران گشایش یافته است. در کنار این سالن، از سالن فدراسیون والیبال آزادی تهران نیز گاهی استفاده می‌شود. از دیگر سالن‌هایی که تیم ملی ایران تاکنون در آن‌ها از رقبا میزبانی کرده است می‌توان سالن رضازاده اردبیل و سالن غدیر ارومیه را نام برد. ورزشگاه دیگری که ممکن است در آینده پذیرای تیم ملی باشد، ورزشگاه کاله با گنجایش ۱۰٬۰۰۰ نفر خواهد بود که در نزدیکی آمل در دست احداث است.
این سالن ۶۰۰۰ هزار نفری در لیگ ملت‌های والیبال مردان ۲۰۱۹ میزبان بود.
این سالن ۶۰۰۰ هزار نفری در لیگ ملت‌های والیبال مردان ۲۰۱۹ میزبان بود.

## تصویر تیم

### در جامعه و هواداران

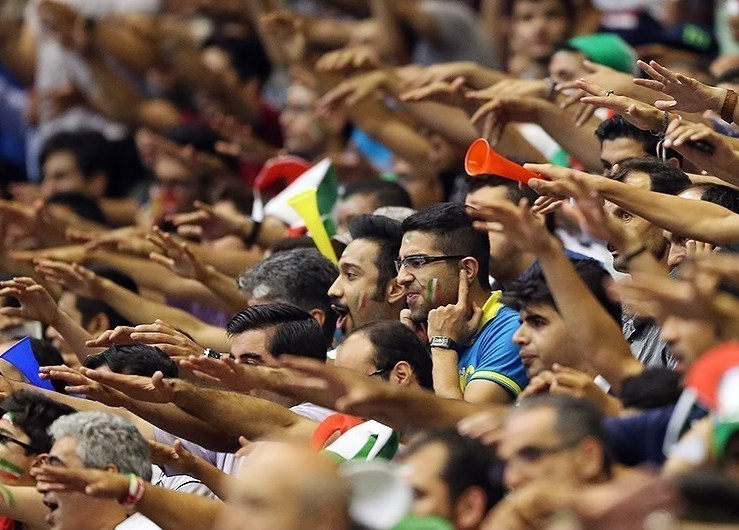
هواداران ایران در سالن ۱۲ هزار نفری آزادی

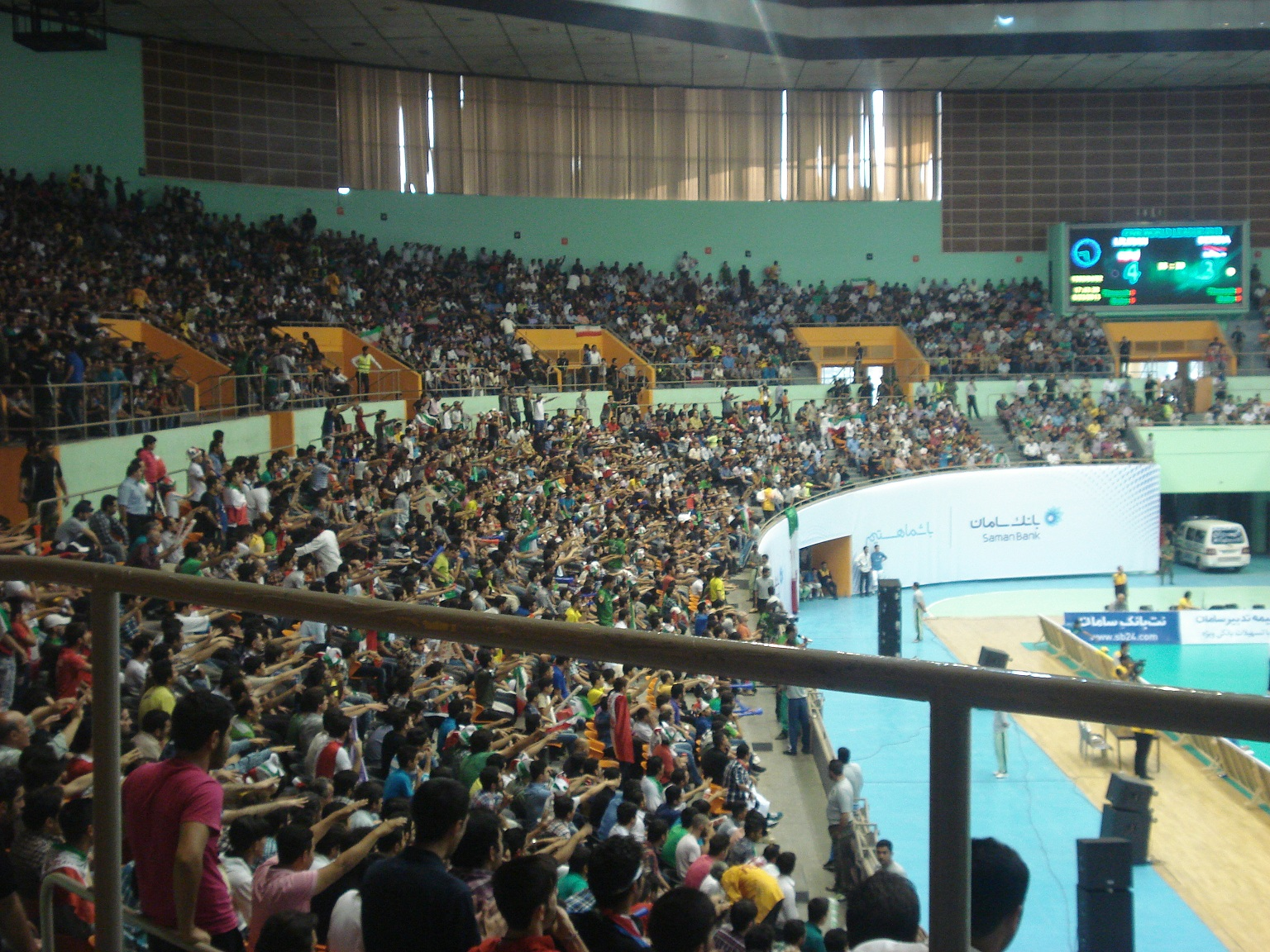
نمایی از سالن دوازده هزار نفری آزادی با حضوئر هواداران ایرانی در لیگ جهانی ۲۰۱۳ بازی ایران و صربستان

ورزشگاه آزادی در هنگام برگزاری بازی‌های تیم ملی ایران از ساعت‌ها پیش از آغاز بازی، پر از تماشاگر می‌شود و گاهی، بسیار بیشتر از گنجایش ورزشگاه تماشاگران وارد ورزشگاه می‌شوند. در سال‌های ۱۳۴۷ تا ۱۳۸۹ مسابقه‌های داخلی دارای هواداران پرشور خود بود و به غیر از مسابقات ملی مشخص در سطح آسیا، دیدارهای تیم ملی والیبال نسبت به تیم‌های ملی کشتی و فوتبال مورد توجه کمتری بین مردم قرار می‌گرفت. از سال ۲۰۱۱ که با قهرمانی دوباره ایران در جام ملت‌های آسیا و صعود به لیگ جهانی و قهرمانی جهان همراه شد، والیبال در نزد جامعه ایرانی توجه بیشتری گرفت. پیشرفت و موفقیت‌هایی که در تیم ملی والیبال ایران در سال‌های ۲۰۱۰ تا ۲۰۱۴ به‌دست آمد، پشتیبانی مردمی بیشتری آورد و پس از تیم ملی فوتبال ایران، این بار دیدارهای بین‌المللی تیم ملی والیبال ایران و که با نمایش خیره کننده و پیروزی‌های آن در مقابل تیم‌های مطرح جهان از جمله لهستان، صربستان، کوبا، ایتالیا، برزیل، ژاپن و آمریکا همراه شده بود، جامعه ایران را از خانه‌هایشان به بیرون کشاند و مردم با هر پیروزی تیم‌ملی جشنی را برپا کردند. از آن پس، هنرمندان نیز پای ثابت پشتیبانی از تیم ملی والیبال شدند و تیم ملی والیبال در رسانه‌های مطرح جهان نیز مورد بررسی و توجه قرار گرفت. حضور تیم ملی ایالات متحده آمریکا در ایران، نخستین سفر یک تیم ملی توپی آمریکا در طول تاریخ این کشور به ایران بود که در هنگام برگزاری لیگ جهانی ۲۰۱۵ انجام گرفت، هم‌زمانی این دیدارها با مذاکره‌های سیاسی ایران و آمریکا، محبوبیت تیم ملی والیبال و جایگاه بالای آمریکا در والیبال جهان باعث شده بود که توجه‌ها به این مسابقه افزایش پیدا کند دو کشور که همواره دچار تنش‌های سیاسی بوده‌اند در رقابتی ورزشی مورد توجه رسانه‌ها و تلویزیون‌های بین‌المللی قرار گرفت و وزیر امور خارجه ایالات متحده آمریکا نیز به تجمید از تیم ملی والیبال ایران پرداخت.دویچه وله پس از این دیدار حساس در گزارشی، بازی تیم ملی والیبال ایران برابر آمریکا را یک بازی درخشان دانست و گفت، ایران در لیگ جهانی جمعه شب با ارائه یک بازی درخشان توانست تیم قدرتمند ایالات متحده آمریکا را با نتیجه سه بر صفر شکست دهد. حضور زنان نیز در ورزشگاه‌ها همواره از مهم‌ترین مسائل روز جامعه ایرانی بود که در حاشیه دیدارهای تیم ملی والیبال نیز دچار تنش‌های گوناگون شد و موضوع ممنوع بودن ورود زنان به استادیوم‌های ایران به موضوع فدراسیون بین‌المللی والیبال تبدیل گشت. مسئله جلوگیری از حضور زنان در ورزشگاه‌ها که در طی دیدارهای پرشمار تیم ملی صورت می‌گرفت، با فشار همه‌جانبه جامعه جهانی همراه شد. فشارها باعث شد، این رویه در برخی از مسابقات به صورت محدود شکسته شود و در دیدارهای ایران و بلژیک و ایران و صربستان اجازه ورود به زنان ایرانی به سالن‌های مسابقات داده شود. موضوع دستگیری غنچه قوامی که به همراه تعدادی دیگر از زنان برای تماشای بازی ایران و ایتالیا به ورزشگاه آزادی رفته بود، از جمله مسائل مورد توجه مرتبط به حضور زنان در ورزشگاه‌ها است.
تیم ملی در میان ایرانیان مقیم خارج از ایران نیز محبوب و پرهوادار است. در آمریکا، فرانسه و ایتالیا بیشترین هوادار برای حمایت از تیم ملی در سالن‌های برگزاری مسابقات اقدام به خرید بلیط می‌کنند و بعد از مسابقه نیز ساعت‌ها منتظر دیدار بازیکنان تیم ملی می‌شوند. آزادی در زمان بازی‌های تیم ملی جو خاصی را ایجاد می‌کند. یوخن شوپس کاپیتان تیم ملی والیبال آلمان در این باره گفت: «جو وحشتناک سالن آزادی شبیه دیگ جوشان است.»جان اسپرو سرمربی تیم ملی آمریکا نیز پس از دیدار با ایران گفت: «با حضور هواداران ایرانی شرایط سالن بسیار ویژه شده بود و این کار ما را دشوار کرد. نه من نه بازیکنانم چنین جوی را تجربه نکرده بودیم.»ریکاردو لوکارلی قدرتی زن تیم ملی والیبال برزیل نیز با اشاره به جو سالن ۱۲ هزار نفری آزادی گفت: «تماشاگران ایرانی دیوانه کننده هستند.»رسانه لاگاتزتا دلو اسپورت ایتالیا و یورو اسپرت لهستان در گزارشی به ستایش از تماشاگران ایرانی پرداختند.

### رنگ‌ها و نشان‌ها
کیت نخست تیم ملی ایران همواره شامل لباس، شرت و جوراب سفید بوده است و رنگ دوم این تیم، سرخ است اما در گذشته و در رقابت‌های گوناگون، با پیراهن سبز رنگ نیز به میدان رفته است. پیراهن سوم یا دوم تیم در برخی طراحی‌ها آبی ناوی تیره است.

### لقب‌ها
در دید همگانی و رسانه‌ها، تیم ملی والیبال ایران دارای لقب‌های پرشماری است و با این نام‌ها نیز شناخته شده است که از جمله آن «سروقامتان»، «شیران ایران»، «شاهزادگان پارسی»، «بلندقامتان ایران» و «دلاور مردان ایران» است.

## کیت و اسپانسر
اسپانسری کیت تیم ملی ایران از سال ۱۳۶۸ تا ۱۳۸۹ به دست کمپانی‌های المپیک، میکاسا، اسیکس، فورزا و ایدئال بوده است. از سال ۱۳۸۹ کمپانی ایرانی مروژ تأمین کننده و طراح کیت‌های تیم ملی والیبال ایران بوده است.
از سال ۱۳۶۸:
| سال‌های قرارداد | سازنده کیت‌ها              | اسپانسر پیراهن                                                                 |
| -------------- | ------------------------- | ------------------------------------------------------------------------------ |
| از ۱۳۶۸–۱۳۷۹   | المپیک                    |                                                                                |
| از ۱۳۸۰–۱۳۸۷   | میکاسا اسیکس فورزا ایدئال |                                                                                |
| از ۱۳۸۷–۱۳۸۸   | میزانو                    | شرکت ملی نفت ایران                                                             |
| از ۱۳۸۹–۱۴۰۲   | مروژ(مجید)                | تبرک رومر بانک سامان بانک دی + همراه اول بانک گردشگری + فروشگاه رفاه همراه اول |
| ۱۴۰۳           | ایده‌آل                    | همراه اول                                                                      |
| ۱۴۰۴-          | مروژ                      | بانک پاسارگاد                                                                  |

### نماد
تیم ملی ایران هیچگاه نماد مشخصی نداشت تا آنکه برای نخستین بار در اردیبهشت ۱۳۹۳، با توافق وزرات ورزش ایران و سازمان محیط زیست مقرر شد که درنای سیبری با شعار آب هست ولی کم هست توسط فدراسیون والیبال بر روی پیراهن تیم‌های ملی گذاشته شود اما پس از توافق دو ساله این موضوع به سرانجام نرسید. کیت بازدیزاین‌شده که در المپیک ۲۰۲۰ بر تن ملی پوشان رفت، در زمینه سفید همراه با یک پترن گرافیکی بیشتر طوسی با نماد بال سیمرغ، که در برخی بخش‌ها به شکل موضعی به رنگ سرمه‌ای و قرمز درآمده ارائه شده است که یقه آن سرمه‌ای همراه با یک نوار قرمز نیز درلبه آستین به چشم می‌خورد.

## بازیکنان
جدول تیم ملی والیبال ایران در ۲۵ دوره قهرمانی مردان آسیا و لیگ ملت‌ها.
دوره رتبه ایران سرمربی کاپیتان بازیکنان ایران
۱۹۷۹ ۶ یدالله کارگرپیشه ابراهیم امیرحیدری عزیز پرتوی، حسن شمشیری، جاوید نجفی، ابراهیم امیرحیدری، جلال شاهسوند، داوود الله یاری، حسین‌آبادی، قاسم تاجری، بیژن کاظمی، علی مؤذن، پرویز کاظمی و ابراهیم وطن‌پرست
۱۹۸۷ ۱۰ فاروق فخرالدینی اصغر نائینی جهانگیر تراب‌پور، اکبر نائینی، ارسلان درگاهی، غلامرضا جاویدی، سعید حجازیان، بهمن سلطانی، امیر حجازی‌نو، پرویز بهرامی راد، مجید ساداتی، محمود محمودیان، خلیل آزمون، میر یونس عبداله‌زاده
۱۹۸۹ ۸ یدالله کارگرپشه اصغر نائینی عبدالعلی نبی، سیدمهدی ابوترابی، سعید حجازیان، امیر حجازی‌نو، حبیب کوزه‌لی، جاوید محسن‌نیا، غلامرضا جاویدی، بهنام جلوه، پرویز بهرامی راد، اکبر نائینی و محمدرضا دامغانی
۱۹۹۱ ۷ مهدی حیدرخانی جهانگیر تراب‌پور محمدرضا دامغانی، فرزاد فرهادیان، منصور احمدی، بهنام جلوه، محمد مستوفی، ایرج مظفری، جاوید محسن‌نیا، رضا نوری، احمد لاهوتی، فرید آخوندزاده، سیدمهدی ابوترابی
۱۹۹۳ ۵ فومیهیکو ماتسوموتو اصغر نائینی کیوان مجردی، بهنام جلوه، جاوید محسن‌نیا، احمد لاهوتی، بابک مظفری، ایرج مظفری، فرشاد سعیدی، حسین گوهری، عباسعلی میرحسینی و فرزاد فرهادیان
۱۹۹۵ ۴ فومیهیکو ماتسوموتو محمدرضا دامغانی ایرج مظفری، حسین معدنی، کیوان مجردی، محمدحسین نجاتی، امیرحسین منظمی، احمد لاهوتی، ساسان خداپرست، محمود افشاردوست، رضا ابراهیمی، بابک مظفری و محمدصادق شعبان خمسه
۱۹۹۷ ۶ ایوان بوگاینکوف ساسان خداپرست محمدحسین نجاتی، بابک مظفری، رضا ابراهیمی، کیوان مجردی، عباس قاسمیان، سعید رضایی، عظیم جزیده، علیرضا امانی، علی نقدی، محمدرضا تابعی و رضا شهابی
۱۹۹۹ ۵ مصطفی کارخانه محمد عمده غیاثی علی نقدی، پیمان اکبری، بهنام محمودی، محمد ترکاشوند، عباس قاسمیان، سعید رضایی، رضا بنیادی، امیرحسین منظمی، علیرضا نادی، غلامرضا مؤمنی مقدم، محمدحسین نجاتی
۲۰۰۱ ۵ مصطفی کارخانه حسین معدنی امیرحسین منظمی، امیر حسینی، ساسان خداپرست، پیمان اکبری، عباس قاسمیان، بهنام محمودی، محمد ترکاشوند، رضا بنیادی، غلامرضا مومنی‌مقدم، سعید رضایی، امیرحسین معززی خواه
۲۰۰۳ ۳ پارک کی وون پیمان اکبری امیرحسین منظمی، محمد شریعتی، امیر حسینی، عباس قاسمیان، محمد منصوری، احسن الله شیرکوند، محمود افشاردوست، بهنام محمودی، محمد ترکاشوند، علیرضا نادی و افشین اولیایی
۲۰۰۵ ۶ پارک کی وون پیمان اکبری سعید معروف، حمزه زرینی، امیر حسینی، محمد منصوری، محمد محمدکاظم، فرهاد ظریف، علیرضا نادی، محمد ترکاشوند، محسن عندلیب، مهران زارع و سیدمهدی بازارگرد
۲۰۰۷ ۵ زوران گائیج پیمان اکبری جواد محمدی‌نژاد، مجتبی عطار، سعید معروف، سیدمحمد موسوی، حمزه زرینی، محمد محمدکاظم، علیرضا نادی، محسن عندلیب، آرش صادقیانی، مهدی مهدوی و ساسان ثانی
۲۰۰۹ ۲ حسین معدنی علیرضا نادی عادل غلامی، سعید معروف، سیدمحمد موسوی، حمزه زرینی، احسن الله شیرکوند، محسن عندلیب، آرش صادقیانی، فرهاد نظری افشار، مهدی مهدوی، عبدالرضا علیزاده و محمد محمدکاظم
۲۰۱۲ ۱ خولیو ولاسکو علیرضا نادی جواد محمدی‌نژاد، امیر حسینی، مهدی بازارگرد، سیدمحمد موسوی، حمزه زرینی، فرهاد ظریف، فرهاد نظری افشار، مهدی مهدوی، آرش کشاورزی، آرش کمالوند و امیر غفور
۲۰۱۳ ۱ خولیو ولاسکو سعید معروف شهرام محمودی، فرهاد قائمی، سیدمحمد موسوی، حمزه زرینی، فرهاد ظریف، عادل غلامی، امیر غفور، رحمان داوودی، مهدی مهدوی، آرمین تشکری و علیرضا مباشری
۲۰۱۵ ۲ پیمان اکبری حمزه زرینی پوریا فیاضی، مصطفی شریفات، فرهاد سال افزون، علی حسینی، مسعود غلامی، مجتبی قلیزاد، رحمان داوودی، علی شفیعی، رضا صفایی، فرهاد پیروت پور و محمدطاهر وادی
۲۰۱۷ ۵ خوان سیچلو رامین تقی‌زاده فردین قلعه وند، اسماعیل مسافر، حمید محمودی، مهرداد شیبانی مهر، سلیم چپرلی، سهند الله وردیان، امین اسماعیل‌نژاد، سعید جواهری توانا، علی اصغر مجرد، محمد دلیری، رسول آق چلی، جابر اسماعیل پور و رسول طالبی خامنه
۲۰۱۹ ۱ ایگور کولاکوویچ سعید معروف میلاد عبادی پور، فرهاد قائمی، سیدمحمد موسوی، پوریا فیاضی، محمدرضا حضرت‌پور، مسعود غلامی، امیر غفور، علی اصغر مجرد، علی شفیعی، محمدرضا مؤذن، پوریا یلی، امیرحسین اسفندیار و جواد کریمی
۲۰۲۱ ۱ بهروز عطایی میلاد عبادی‌پور مهدی جلوه، رضا عابدینی، امیرحسین توخته، علی اصغر مجرد، اسماعیل مسافر، محمدرضا حضرت پور، میثم صالحی، صابر کاظمی، امیرحسین اسفندیار، علی رمضانی، جواد کریمی، امین اسماعیل‌نژاد و ابوالفضل قلی پور
۲۰۲۳؟ بهروز عطایی سیدمحمد موسوی میلاد عبادی‌پور، مهدی جلوه، محمد ولی‌زاده، پوریا حسین‌خانزاده، میثم صالحی، شهروز همایونفرمنش، مبین نصری، امین اسماعیل‌نژاد، صابر کاظمی، محمدرضا حضرت‌پور، آرمان صالحی، محمدطاهر وادی، جواد کریمی و محمد فلاح (۱۵ بازیکن) یک نفر حذف می‌شود.
بهروز عطایی سرمربی تیم ملی والیبال ایران فهرست نهایی خود را برای حضور در رقابت‌های قهرمانی مردان آسیا اعلام کرد.
سید محمد موسوی، میلاد عبادی‌پور، محمد ولی‌زاده، پوریا حسین‌خانزاده، میثم صالحی، شهروز همایونفرمنش، مبین نصری، امین اسماعیل‌نژاد، صابر کاظمی، محمدرضا حضرت‌پور، آرمان صالحی، محمدطاهر وادی، جواد کریمی و محمد فلاح ۱۴ بازیکن ایران در این رقابت‌ها هستند.
مصطفی کارخانه به عنوان سرپرست، بهروز عطایی (سرمربی)، علیرضا طلوع‌کیان (مربی)، یاناس ویچیچ (کمک مربی و بدنساز) عبدالرضا علیزاده (مربی)، امین علی‌اکبری (آنالیزور)، نیما ده‌پناه و رضا قلی پور (فیزیوتراپ) و حمزه فتحی به عنوان ماساژور کادر فنی تیم ملی را در این مسابقات همراهی می‌کنند.
۲۰۲۴' سرمربی مائوریسیو پائز برزیلی'فرانسوی لیست نهاییش را برای لیگ ملت‌ها ۲۰۲۴ اعلام کرد.
علی رمضانی، محمد طاهر وادی، میلاد عبادی پور، مرتضی شریفی، امیرحسین اسفندیار، پوریا حسین خانزاده، مبین نصری، امیرحسین ساداتی، میثم صالحی، امین اسماعیل‌نژاد، محمد بربست، محمد ولی زاده، مهدی جلوه، علیرضا فرهانی مصلح آبادی، متین احمدی، آرمان صالحی، محمدرضا حضرت پور.
```
۲۰۲۴'سرمربی 
روبرتو پیاتزا
 ایتالیایی لیست نهاییش برای لیگ ملت‌های ۲۰۲۵ اعلام کرد.
```

بر این اساس فهرست ۱۶ نفره تیم ملی والیبال ایران برای حضور در اردوی تدارکاتی ایتالیا و هفته نخست لیگ ملت‌های والیبال ۲۰۲۵ در برزیل به شرح زیر است:
پاسورها: جواد کریمی، عرشیا به نژاد
قطر پاسور: امین اسماعیل‌نژاد، بردیا سعادت، پویا آریاخواه
دریافت کننده قدرتی: مرتضی شریفی، امیرحسین اسفندیار، احسان دانش‌دوست، پوریا حسین خانزاده، علی حق‌پرست
مدافعان میانی: محمد ولی‌زاده، یوسف کاظمی، سید عیسی ناصری و متین احمدی
لیبرو: آرمان صالحی، محمدرضا حضرت پور
همچنین امیر خوش‌خبر به عنوان سرپرست، روبرتور پیاتزا به عنوان سرمربی، تومازو توتولو، رضا تندروان و عبدالرضا علیزاده به عنوان مربی، جیوانی روسی (بدنساز) علی حدادی (فیزیوتراپیست)، محمدامین شاکری (آنالیزور)، و محمدناصر نقره پرموسائی به عنوان ماسور، کادر فنی تیم ملی والیبال کشورمان را در لیگ ملت‌های والیبال ۲۰۲۵ تشکیل می‌دهند.
| کارگرپیشه          | ۱۹۷۹ | ۱۹۸۱ | |
| فاروق فخرالدینی    | ۱۹۸۷ |      | |
| مسعود صالحیه       | ۱۹۸۷ | ۱۹۸۹ | |
| حسینعلی مهرانپور   | ۱۹۸۹ | ۱۹۹۱ | |
| محمد حیدرخان       | ۱۹۹۱ | ۱۹۹۱ | جام جهانی ۱۹۹۱ - اولین حضور |
| ایوان بوگاینکوفس   | ۱۹۹۱ | ۱۹۹۳ | از سال ۱۹۹۱ تا ۱۹۹۳ به عنوان سرمربی فعالیت می‌کرد به عنوان مدیر فنی تیم ملی در تمام گروه‌های سنی بین سال‌های ۱۹۹۱–۲۰۰۷                               |
| فومیهیکو ماتسوموتو | ۱۹۹۴ |      | |
| مسعود صالحیه       | ۱۹۹۵ | ۱۹۹۵ | قهرمانی آسیا ۱۹۹۵ چهارم |
| مهدی صابرپور       | ۱۹۹۷ |      | |
| فومیهیکو ماتسوموتو | ۱۹۹۸ |      | |
| مصطفی کارخانه      | ۱۹۹۹ | ۲۰۰۱ | |
| حسینعلی مهرانپور   | ۲۰۰۱ | ۲۰۰۱ | |
| پارک کی-وون        | ۲۰۰۲ | ۲۰۰۵ | بازی‌های آسیایی ۲۰۰۲ نایب قهرمان قهرمانی آسیا ۲۰۰۳ سوم                                                                                             |
| میلوراد کیاچ       | ۲۰۰۶ | ۲۰۰۶ | بازی‌های آسیایی ۲۰۰۶ پنجم |
| زوران گاییچ        | ۲۰۰۷ | ۲۰۰۸ | |
| حسین معدنی         | ۲۰۰۸ | ۲۰۱۰ | کاپ آسیا ۲۰۰۸ قهرمان قهرمانی آسیا ۲۰۰۹ نایب قهرمان کاپ آسیا ۲۰۱۰ قهرمان بازی‌های آسیایی ۲۰۱۰ نایب قهرمان                                           |
| خولیو ولاسکو       | ۲۰۱۱ | ۲۰۱۴ | قهرمانی آسیا ۲۰۱۱ قهرمان قهرمانی آسیا ۲۰۱۳ قهرمان جام بزرگ قهرمانان جهان ۲۰۱۳ چهارم لیگ جهانی ۲۰۱۳ انتخابی - اولین حضور قهرمانی جهان ۲۰۱۴ انتخابی |
| اسلوبودان کواچ     | ۲۰۱۴ | ۲۰۱۵ | لیگ جهانی ۲۰۱۴ چهارم قهرمانی جهان ۲۰۱۴ ششم بازی‌های آسیایی ۲۰۱۴ قهرمان                                                                             |
| رائول لوزانو       | ۲۰۱۶ | ۲۰۱۷ | المپیک تابستانی ۲۰۱۶ انتخابی المپیک تابستانی ۲۰۱۶ اولین حضور - پنجم                                                                               |
| ایگور کولاکوویچ    | ۲۰۱۷ | ۲۰۲۰ | جام بزرگ قهرمانان جهان ۲۰۱۷ سوم بازی‌های آسیایی ۲۰۱۸ قهرمان لیگ ملت‌ها ۲۰۱۹ پنجم قهرمانی آسیا ۲۰۱۹ قهرمان المپیک تابستانی ۲۰۲۰ انتخابی              |
| ولادیمیر الکنو     | ۲۰۲۱ | ۲۰۲۱ | لیگ ملت‌های والیبال ۲۰۲۱ دوازدهم المپیک تابستانی ۲۰۲۰ نهم                                                                                          |
| بهروز عطایی        | ۲۰۲۱ | ۲۰۲۳ | قهرمانی آسیا ۲۰۲۱ قهرمان لیگ ملت‌های والیبال ۲۰۲۲ هفتم قهرمانی جهان ۲۰۲۲ سیزدهم قهرمانی آسیا ۲۰۲۳ نایب قهرمان بازی‌های آسیایی ۲۰۲۲: قهرمان          |
| مائوریسیو پائز     | ۲۰۲۴ | ۲۰۲۴ | برکنار بعد از ۷ شکست پیاپی |
| روبرتو پیاتزا      | ۲۰۲۴ | ۲۰۲۴ | قرارداد ۴ ساله با ایران دارد. |

## کاپیتان‌ها

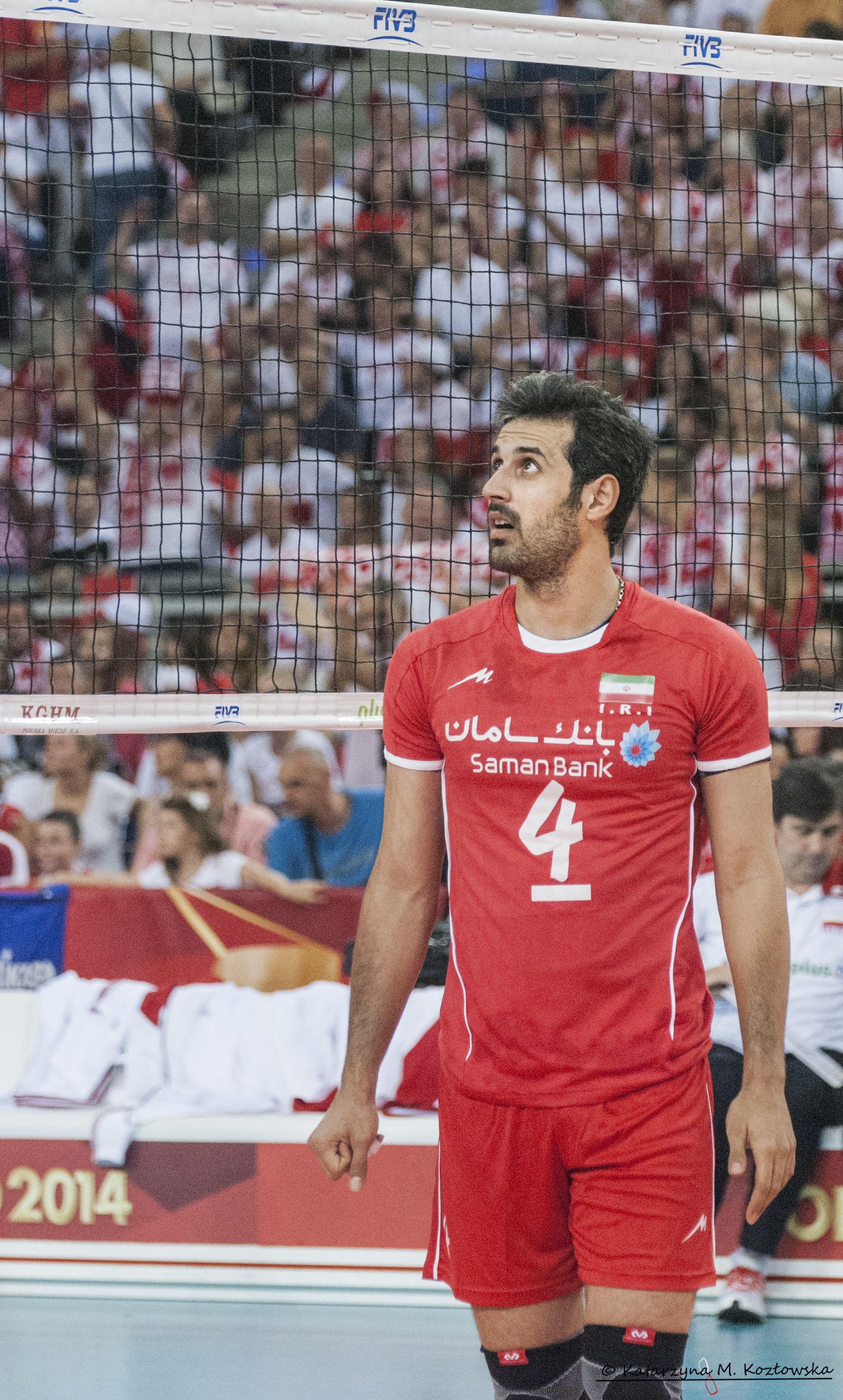
سعید معروف پرافتخارترین کاپیتان تیم ملی والیبال مردان ایران

- بازیکنان دارای بیشترین دوره کاپیتانی

| بازیکن         | سال‌ها     |
| -------------- | --------- |
| حسن کرد        | ۱۹۶۲–۱۹۷۵ |
| محمد حیدرخان   | ۱۹۷۵–۱۹۸۲ |
| امیر حیدری     | ۱۹۸۷–۱۹۹۸ |
| ایرج مظفری     | ۱۹۹۶–۲۰۰۰ |
| پیمان اکبری    | ۲۰۰۶–۲۰۰۲ |
| علیرضا نادی    | ۲۰۱۳–۲۰۰۶ |
| سعید معروف     | ۲۰۲۱–۲۰۱۳ |
| میلاد عبادی‌پور | ۲۰۲۱–۲۰۲۲ |
| سید محمد موسوی | ۲۰۲۳–۲۰۲۴ |
| میلاد عبادی‌پور | ۲۰۲۴–۲۰۲۵ |
| جواد کریمی     | ۲۰۲۵-۲۰۲۵ |
| مرتضی شریفی    | ۲۰۲۵-     |

## تیم کنونی

### بازیکنان کنونی
فهرست بازیکنان ایران در لیگ ملت‌های والیبال ۲۰۲۵:
| شماره | نام                         | تاریخ تولد     | قد                       | باشگاه 2025-2026 |
| ----- | --------------------------- | -------------- | ------------------------ | ---------------- |
| ۱۵    | عرشیا به‌نژاد                | ۳۱ مارس ۲۰۰۳   | ۲٫۰۰ متر (۶ فوت ۷ اینچ)  | شهرداری ارومیه   |
| ۴۹    | مرتضی شریفی                 | ۲۴ دسامبر ۱۹۹۹ | ۱٫۹۳ متر (۶ فوت ۴ اینچ)  | گالاتاسارای      |
| ۹     | پوریا حسین خانزاده          | ۲۴ ژانویه ۲۰۰۴ | ۲٫۰۲ متر (۶ فوت ۸ اینچ)  | لوبه             |
| ۱۰    | امین اسماعیل‌نژاد            | ۱ مارس ۱۹۹۶    | ۲٫۰۴ متر (۶ فوت ۸ اینچ)  | ورونا            |
| ۶     | بردیا سعادت                 | ۱۲ اوت ۲۰۰۲    | ۲٫۰۷ متر (۶ فوت ۹ اینچ)  | آلانیا اسپور     |
| ۲۱    | آرمان صالحی                 | ۱۷ دسامبر ۱۹۹۲ | ۱٫۸۰ متر (۵ فوت ۱۱ اینچ) | طبیعت            |
| ۱۲    | امیرحسین اسفندیار           | ۱۷ دسامبر ۱۹۹۹ | ۲٫۰۹ متر (۶ فوت ۱۰ اینچ) | چلم              |
| ۸     | محمدرضا حضرت پور            | ۱۷ دسامبر ۱۹۹۹ | ۱٫۸۳ متر (۶ فوت ۰ اینچ)  | سایپا            |
| ۲۷    | محمد ولی‌زاده                | ۱۷ دسامبر ۲۰۰۱ | ۲٫۰۴ متر (۶ فوت ۸ اینچ)  | شهداب یزد        |
| ۱۴    | جواد کریمی                  | ۱۷ دسامبر ۱۹۹۷ | ۲٫۰۴ متر (۶ فوت ۸ اینچ)  | ویو میناس        |
| ۷     | احسان دانش دوست             | ۱۷ دسامبر ۱۹۹۹ | ۱٫۹۹ متر (۶ فوت ۶ اینچ)  | مهرگان نور       |
| ۲۲    | علی حق پرست                 | ۱۷ دسامبر ۲۰۰۴ | ۱٫۹۸ متر (۶ فوت ۶ اینچ)  | سئول ووری کارد   |
| ۲۰    | یوسف کاظمی                  | ۱۷ دسامبر ۲۰۰۳ | ۲٫۱۱ متر (۶ فوت ۱۱ اینچ) | مهرگان نور       |
| ۶۶    | عیسی ناصری (بازیکن والیبال) | ۱۷ دسامبر ۲۰۰۱ | ۲٫۰۳ متر (۶ فوت ۸ اینچ)  | پیکان            |
| ۵۲    | پویا آریاخواه               | ۱۷ دسامبر ۲۰۰۶ | ۲٫۰۵ متر (۶ فوت ۹ اینچ)  | صنعتگران امید    |
| ۱۱    | متین احمدی                  | ۱۷ دسامبر ۲۰۰۱ | ۲٫۰۵ متر (۶ فوت ۹ اینچ)  | سایپا            |

### کادر فنی
| جایگاه           | نام                    |
| ---------------- | ---------------------- |
| سرمربی           | روبرتو پیاتزا          |
| مربی'دستیار      | توماسو توتولو          |
| کمک مربی         |                        |
| پیمان اکبری      |                        |
| عبدالرضا علیزاده |                        |
| رضا تندروان      |                        |
| سرپرست           | امیر خوش خبر           |
| بدنساز           | جیوانی روسی            |
| فیزیوتراپیست     | علی حدادی              |
| ماساژور          | محمدناصر نقره پرموسائی |
| آنالیزور         | امین شاکری             |

## رنگ ها و نشان
لباس تیم ملی والیبال ایران معمولاً از رنگ‌های سفید و سرمه‌ای استفاده می‌کند. در برخی موارد، از رنگ قرمز نیز برای پیراهن بازیکنان اصلی استفاده می‌شود، به ویژه در مسابقات مهم یا به عنوان رنگ غالب در طرح‌های خاص. لیبروهای تیم معمولاً با پیراهن سفید بازی می‌کنند. 
رنگ غالب سفید: به عنوان نماد صلح، صداقت و اتحاد در نظر گرفته می‌شود و در کنار جزئیات سرمه‌ای، ترکیبی متعادل و زیبا ایجاد می‌کند.
رنگ سرمه‌ای: یکی از رنگ‌های اصلی و ثابت در لباس تیم ملی والیبال ایران است. 
رنگ قرمز: گاهی اوقات به عنوان رنگ غالب در پیراهن بازیکنان اصلی استفاده می‌شود و می‌تواند نشان‌دهنده صلابت و ایستادگی باشد.
لوگو: لوگوی فدراسیون والیبال ایران و حامیان مالی (مانند بانک پاسارگاد) معمولاً بر روی لباس تیم ملی درج می‌شوند. 
پارچه: در طراحی لباس‌ها از پارچه‌های تنفس‌پذیر، سبک وزن و با قابلیت دفع رطوبت استفاده می‌شود تا آزادی حرکت بازیکنان در طول مسابقه حفظ شود.
طراحی ارگونومیک: طراحی لباس‌ها به گونه‌ای است که با فرم بدن بازیکنان سازگار باشد و انعطاف‌پذیری لازم را در شرایط پرفشار بازی فراهم کند.  

## افتخارات
جام بزرگ قهرمانان جهان یک نشان  برنز
والیبال قهرمانی مردان آسیا چهار نشان  طلا و چهار نشان  نقره یک نشان  برنز
والیبال در بازی‌های آسیایی سه نشان  طلا و
سه نشان  نقره یک نشان  برنز
جام کنفدراسیون والیبال مردان آسیا سه نشان  طلا و دو نشان  نقره
بازی‌های همبستگی اسلامی چهار نشان  طلا
بازی‌های غرب آسیا دو نشان  نقره
(مسابقات قهرمانی والیبال آسیای مرکزی) سه نشان  طلا و دو نشان  نقره

## نتایج اخیر
لیگ ملت ها
ایران 2 - لهستان 3
ایران 3 - چین 0
ایران 0 - فرانسه 3
ایران 3 - بلغارستان 0

## رکوردداران
- رکورد پرسرعت ترین آبشار با سرعت 139 کیلومتر پرسرعت ترین آبشار ایران و جهان مرتضی شریفی
- رکورد پرسرعت ترین سرویس ایران مرتضی شریفی با سرعت 128 کیلومتر
- رکورد بهترین امتیاز گیرنده سرویس در یک دوره پوریا حسین خانزاده
- رکوردار بیشترین سابقه پوشیدن پیراهن تیم ملی میلاد عبادی پور